# Sant Sebastià
|  | Aquest article tracta sobre Sant Sebastià, capital de Guipúscoa (País Basc). Vegeu-ne altres significats a «Sant Sebastià (desambiguació)». |

Sant Sebastià (Donostia en èuscar, pronunciat [do'nos̺ti'a] segons Joan Coromines, San Sebastián en castellà, i oficialment Donostia / San Sebastián) és una ciutat costanera de 180.000 habitants, capital del territori foral històric de Guipúscoa (País Basc). A principis del segle XXI les seves principals activitats econòmiques són el comerç i el turisme; és una de les destinacions turístiques més importants d'Espanya.

## Denominacions

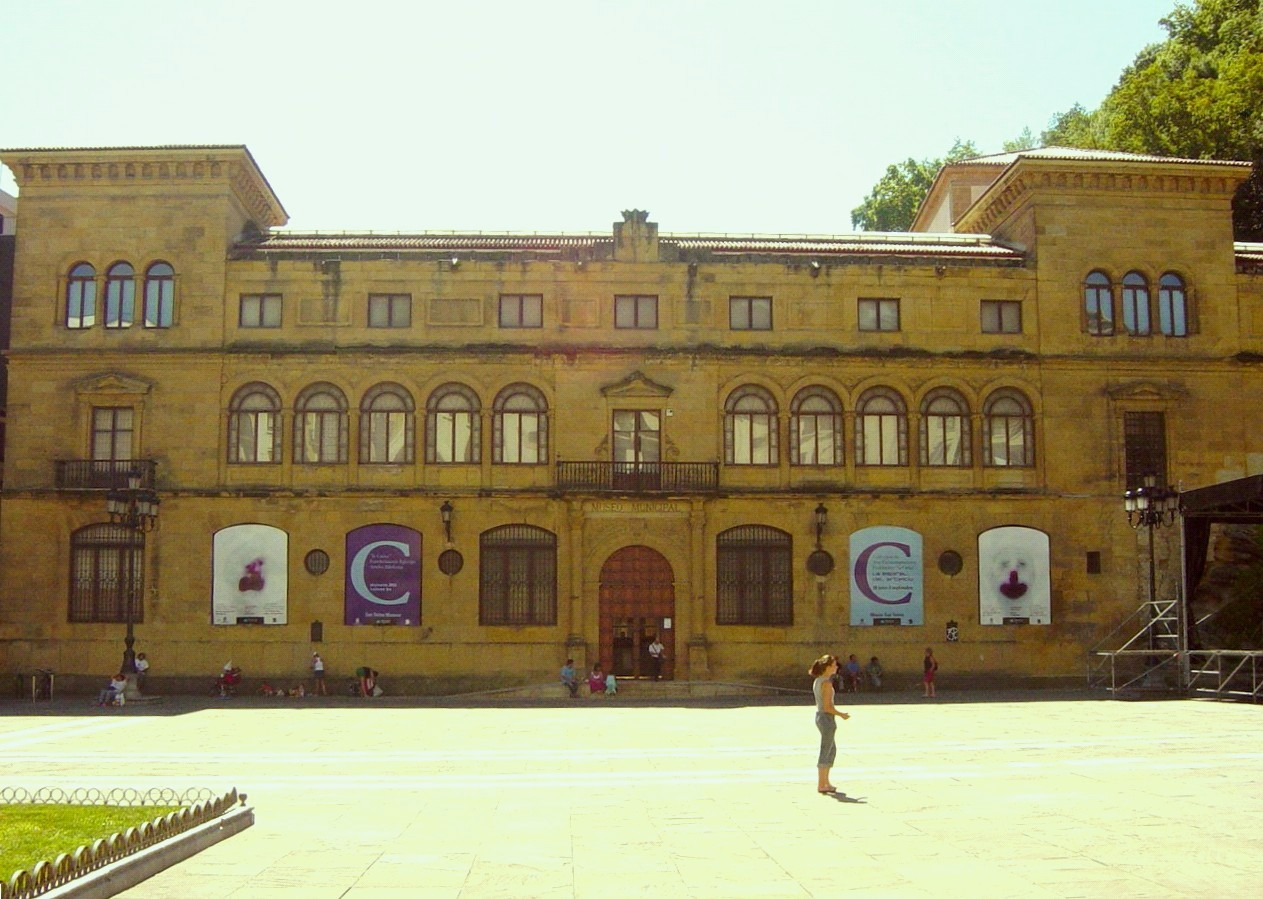
Museu Municipal de San Telmo (convent reconvertit a museu al 1932)

Sant Sebastià ha tingut diverses denominacions al llarg de la seva història, i encara avui existeixen diverses formes d'anomenar-la:
- Donostia: És el nom de la ciutat en èuscar. Deriva del llatí, de Domine Sebastiane, vocatiu de Dominus Sebastianus, altra forma usual de referir-se als sants. Donostia ha estat una denominació tradicional però no oficial i està molt estesa, prova d'això és que el gentilici dels habitants de la ciutat és precisament donostiarra (tant en castellà com en èuscar).
- Donosti: Variant de Donostia. Com la -a final de l'èuscar és un article, aquesta vocal es perd en referir-se a substantius indeterminats, com en noms de pobles i ciutats. Tot i això, existeix un grup de substantius (comuns i propis) en què la -a final es considera orgànica, com en el cas de Donostia. Per això, en principi és incorrecte eliminar la -a final, encara que Donosti sigui molt habitual en la parla informal tant en èuscar com en castellà.
- San Sebastián: És el nom de la ciutat en castellà. El seu origen es deu a un monestir consagrat a Sant Sebastià que es trobava a l'actual ubicació del barri de L'Antic. Com ja s'ha dit, la vila medieval va ser fundada pel rei navarrès Sanç III, cap al 1180 a les proximitats del monestir i aquest va establir en la carta-poble que la vila s'anomenés per això San Sebastián. Com que el document estava redactat en llatí el nom que apareix esmentat és el de Sanctus Sebastianus, que evolucionaria fins a donar el nom de Sant Sebastià. San Sebastián ha estat el nom oficial de la ciutat fins al 1980. És el nom més conegut internacionalment i aquell del qual deriven les denominacions de la ciutat en altres idiomes; però no ha estat la denominació més usada pels seus habitants al llarg de la història.
- Donostia / San Sebastián: És la denominació oficial de la ciutat des de l'any 1980 que es fa servir als documents i indicacions oficials.

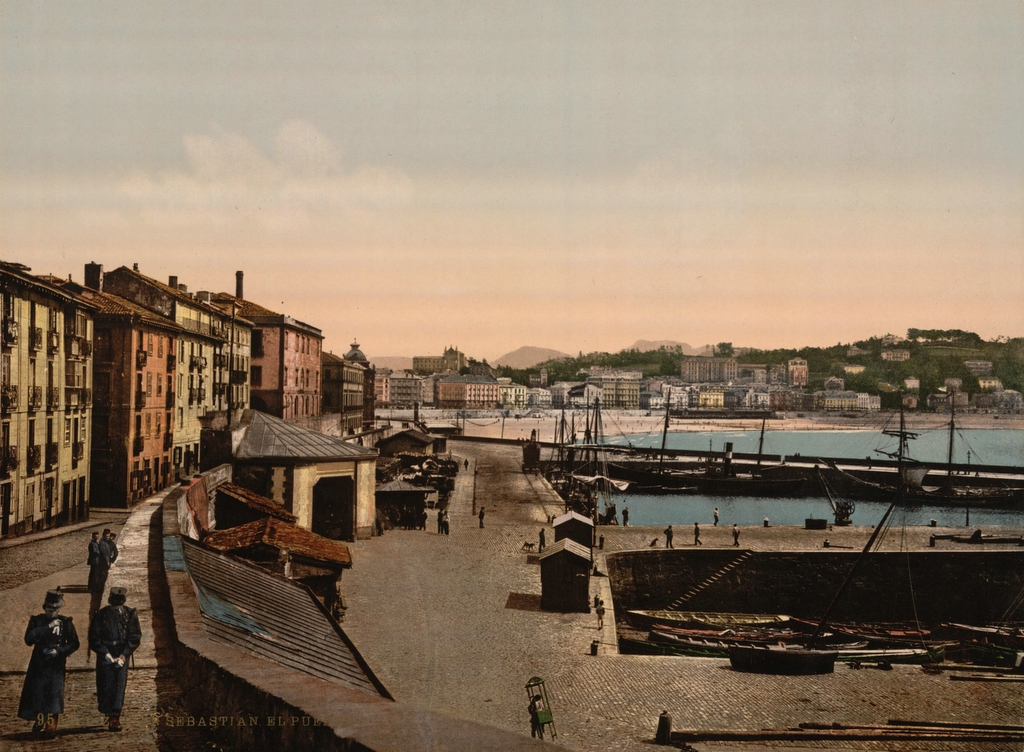
Imatge del port de Donòstia el 1890 amb la Badia de la Concha al fons.

- La Bella Easo o Easo: És una denominació sorgida per la creença en els segles passats que l'antiga ciutat romana d'Oiasso o Easo es trobava a la ubicació de la moderna Donostia-Sant Sebastià. El gentilici easonense utilitzat com a variant culta de donostiarra i actualment en desús derivava d'aquesta creença. Recents troballes arqueològiques confirmen que l'antiga Oiasso es trobava a Irun i no a Sant Sebastià. Com a herència del nom Easo, el codi IATA de l'Aeroport de Sant Sebastià és EAS.
- Irutxulo o Hirutxulo: Significa «tres forats» en èuscar i és el nom que els pescadors donaven a Sant Sebastià, ja que des del mar la ciutat es veia com tres entrades o forats: el format entre el mont Igeldo (en basc Igeldo mendia) i l'Illa de Santa Clara, el situat entre Santa Clara i el mont Urgull, i el situat entre Urgull i el mont Ulía.
- Sanse: és una forma col·loquial de denominar la ciutat, que deriva de San Sebastián.

## Història[3]
Consta l'existència d'assentaments romans (anys 50-200 dC) a l'actual Part Vella de la ciutat, segons excavacions realitzades al convent de Santa Teresa, a la falda del mont Urgull. Al mateix lloc es han constatat restes ja des de al segle x, anteriors, per tant, a la fundació de la vila i a les primeres mencions escrites.
Si bé es desconeix de manera exacta quan es va fundar, la primera dada l'aporta un fals document de l'any 1014 de Sanç III, segons el qual el monestir de Donostia es posa en mans de l'abat de Leyre i bisbe de Pamplona. Aquest document serà confirmat, el 1101, pel rei (Pere I, rei de Navarra i Aragó).

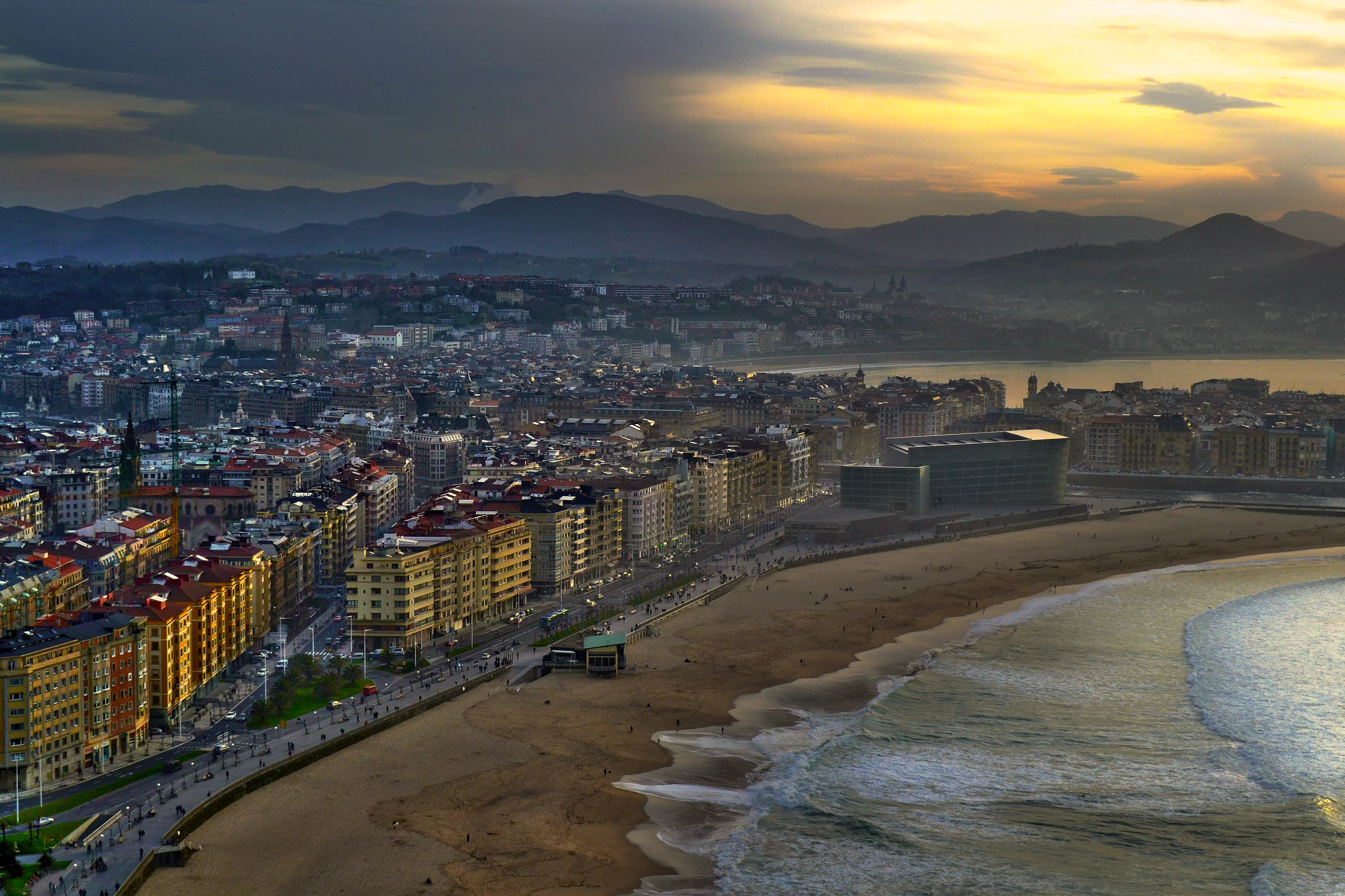
El barri de Gros, la platja de Zurriola i el Kursaal vists des del mont Ulia.

Als segles xi i xii, el monestir de Donostia l'Antic no només era el centre espiritual de la zona sinó que també ho era de la naixent vida social i administrativa, que, amb el temps hauria cristal·litzat en un municipi, si no hagués estat pels conflictes que hi va haver.
Donostia va ser fundada cap al 1180 per Sanç VI de Navarra (el savi), rei de Navarra, i va rebre el títol de ciutat el 1662 pel rei Felip IV. Fins aleshores només hi havia unes petites zones residencials al barri de l'Antic, a la Part Vella i a la vall de l'Urumea. Al segle xv va començar un lent procés de creixement.
Fins al segle xix, que marca un abans i un després en la història de la ciutat, continua un procés de consolidació i creixement.

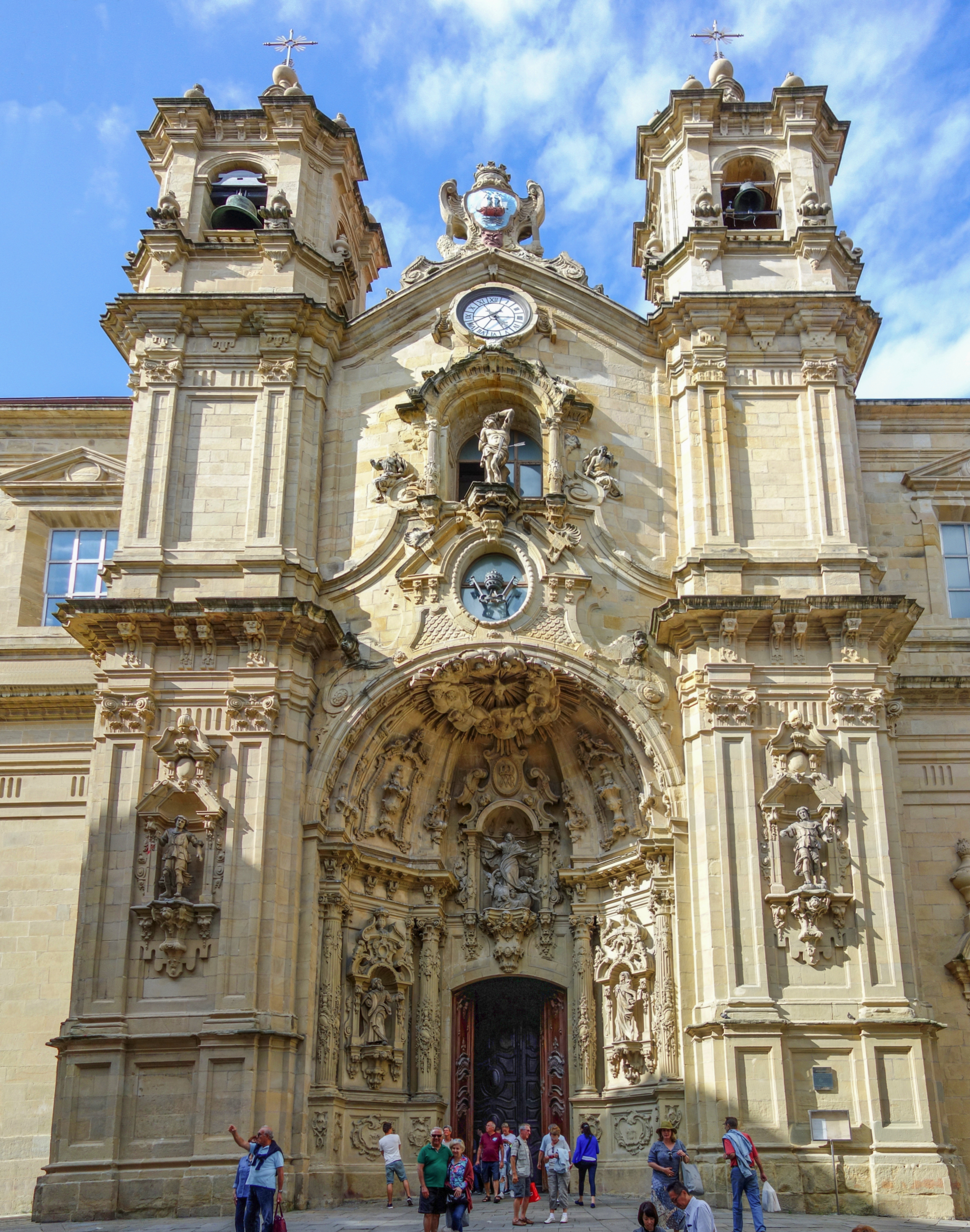
Basílica de Santa María, a la Part Vella

Després d'un breu període entre 1821 i 1844, és la capital del territori històric de Guipúscoa des de 1854. Sobre aquestes dates, i amb l'enderrocament de les muralles que tancaven la Part Vella, es comença a desenvolupar els eixamples que formaran l'Àrea Romàntica de la ciutat. Així mateix, i a conseqüència de la Revolució Industrial, es dona pas a un procés industrialitzador, si bé la principal força de l'economia donostiarra serà el comerç. El procés d'expansió cap al sud, mitjançant l'eixample (Eixample de Cortázar) serà el que configuri l'arquitectura donostiarra de la Belle Époque i doti a la ciutat del seu actual atractiu arquitectònic.
D'aquesta etapa són tots els edificis destacats de la ciutat (a part dels presents a la Part Vella, els més antics), com la catedral del Bon Pastor, l'Escola d'Arts i Oficis (actual seu de Correus) i l'Institut Peñaflorida (després ocupat per l'Escola d'Enginyers Industrials i avui dia pel centre Cultural Koldo Mitxelena), el Palau de Miramar, el Teatre Victòria Eugènia, l'Hotel Maria Cristina, les viles del Passeig de França o l'estació del Nord, així com la resta d'edificis de l'Àrea Romàntica, tots ells amb un marcat estil francès que va fer creditora a Sant Sebastià de l'àlies de Petit París o París del Sud.

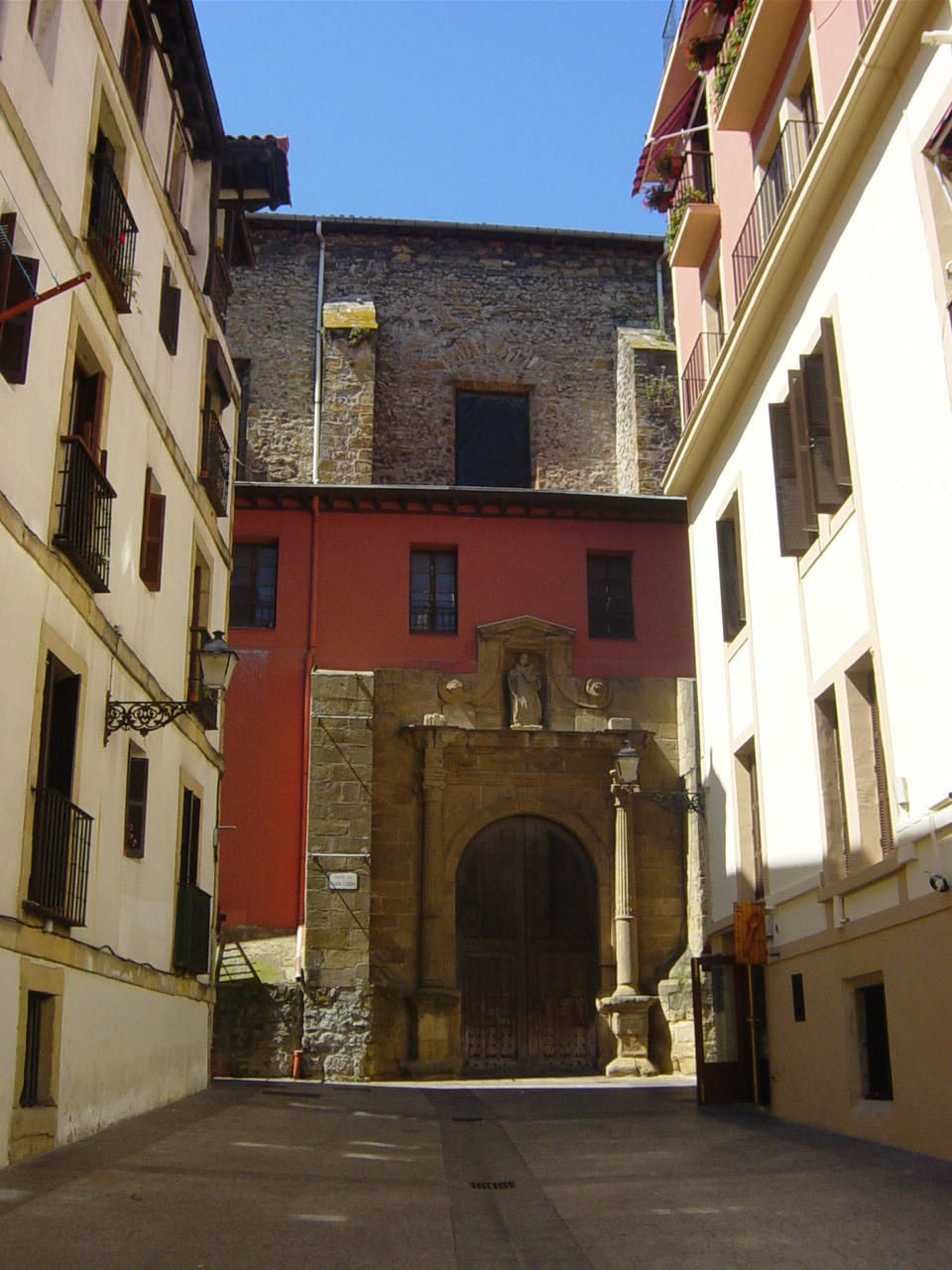
Vista lateral del Museu Municipal de San Telmo

Gràcies a la renovada i elegant estètica de la ciutat, en el període comprès entre 1880-1950, Donostia-Sant Sebastià va ser la ciutat d'estiueig per excel·lència de l'aristocràcia: la Reina Maria Cristina, Victòria Eugenia, el Rei Alfons XIII, la Duquessa d'Alba…, el que en va fer una de les ciutats turísticament més importants del nord de la península i amb cert renom a escala europea.
El 1955 s'hi va començar el segon i més important procés d'eixample de la ciutat, anomenat Eixample d'Amara, donant lloc al barri del mateix nom. El nom fa referència a les maresmes que abans hi havia en aquest terreny. Un dels primers passos en la construcció de l'eixample va ser el trasllat de l'Escola d'Arts i Oficis i Comerç, situada al centre, a unes escoles de nova construcció, així com el de l'Institut Peñaflorida, passat a denominar-se Institut Usandizaga en la secció femenina. Pot considerar-se que el procés de consolidació del barri d'Amara va finalitzar l'any 1993, amb la construcció de l'Estadi d'Anoeta i la renovació total de la ciutat esportiva de la ciutat (situada a Amara).
Després d'ambdós eixamples, la ciutat va consolidar el seu eix principal, al voltant del qual continua expandint-se encara que a un ritme molt menor. Avui les prioritats de la ciutat són la millora de les infraestructures (potenciació de l'aeroport, millors comunicacions ferroviàries, millora de les carreteres) i mantenir i potenciar el turisme, principal font d'ingressos.

## Clima

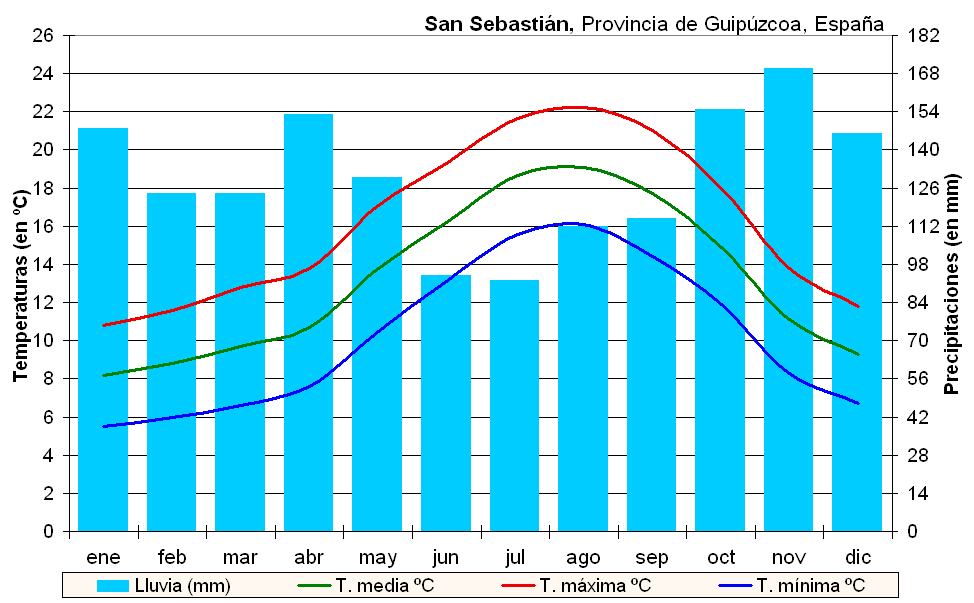
Climograma de la ciutat

Donostia-Sant Sebastià, que té un clima atlàntic, és una de les ciutats més plujoses de la península Ibèrica. Les pluges són abundants durant totes les estacions de l'any, especialment a la tardor. No hi ha problemes de subministrament d'aigua. Les precipitacions en forma de neu són escasses (menys d'una a l'any). Són relativament habituals les galernes. A principis d'octubre solen donar-se el que els donostiarres anomenen «Marees Vives», marees de gran onatge.
Les temperatures són suaus i temperades (amb una mitjana de 15 °C), encara que en els mesos de juny a setembre la gran quantitat d'humitat (situada entorn d'un 65%-70% la major part dels dies de l'any) provoca sensacions tèrmiques de major calor.

## Demografia

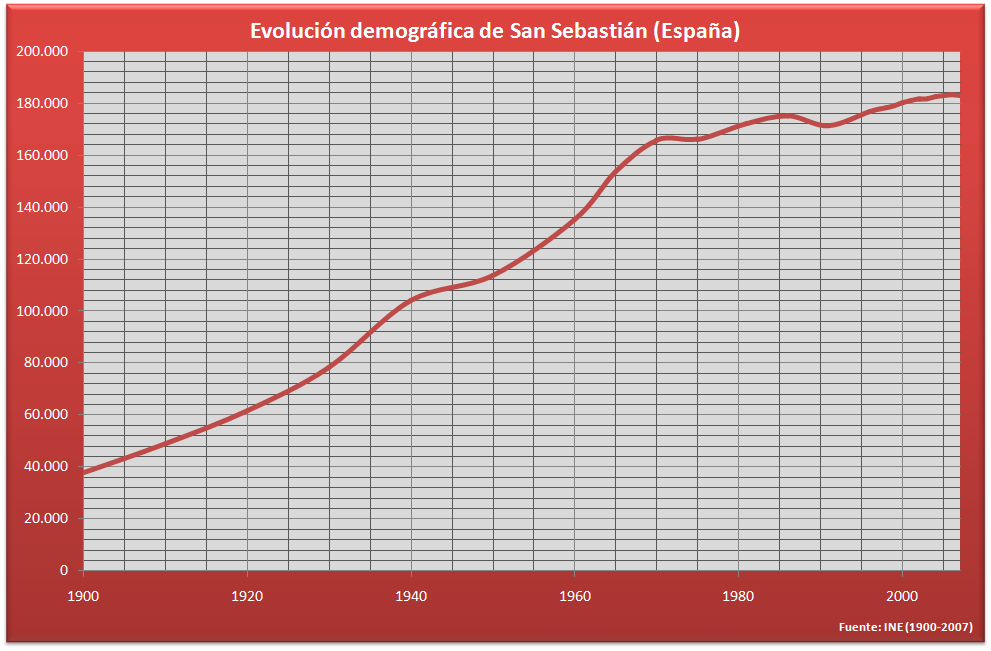
Evolució demogràfica de la ciutat 1900-2005

La població de Donostia-Sant Sebastià va créixer de manera progressiva al llarg del segle xx. Entre 1900 i 1930 el creixement va ser regular, passant a duplicar-se en tot just 35 anys (1930-1965). Aquest destacat creixement demogràfic es va veure atenuat per un menor creixement a partir de la dècada dels anys 70, arribant a reduir-se la població per primera vegada al segle a la fi dels anys 80, a conseqüència de la caiguda generalitzada de la natalitat.
El creixement actual de la població és lent, si bé el fenomen de la immigració, encara incipient a la ciutat (els immigrants, el 2006, arriben al 5% dels empadronats, segons la Societat de Foment de l'Ajuntament de Sant Sebastià), pot incidir en un repunt del creixement demogràfic. Segons les últimes dades, a 1 de gener de 2009, la població total és de 185.357 habitants, dels quals 97.192 són dones (53%) i 86.116 homes (47%).

## Barris

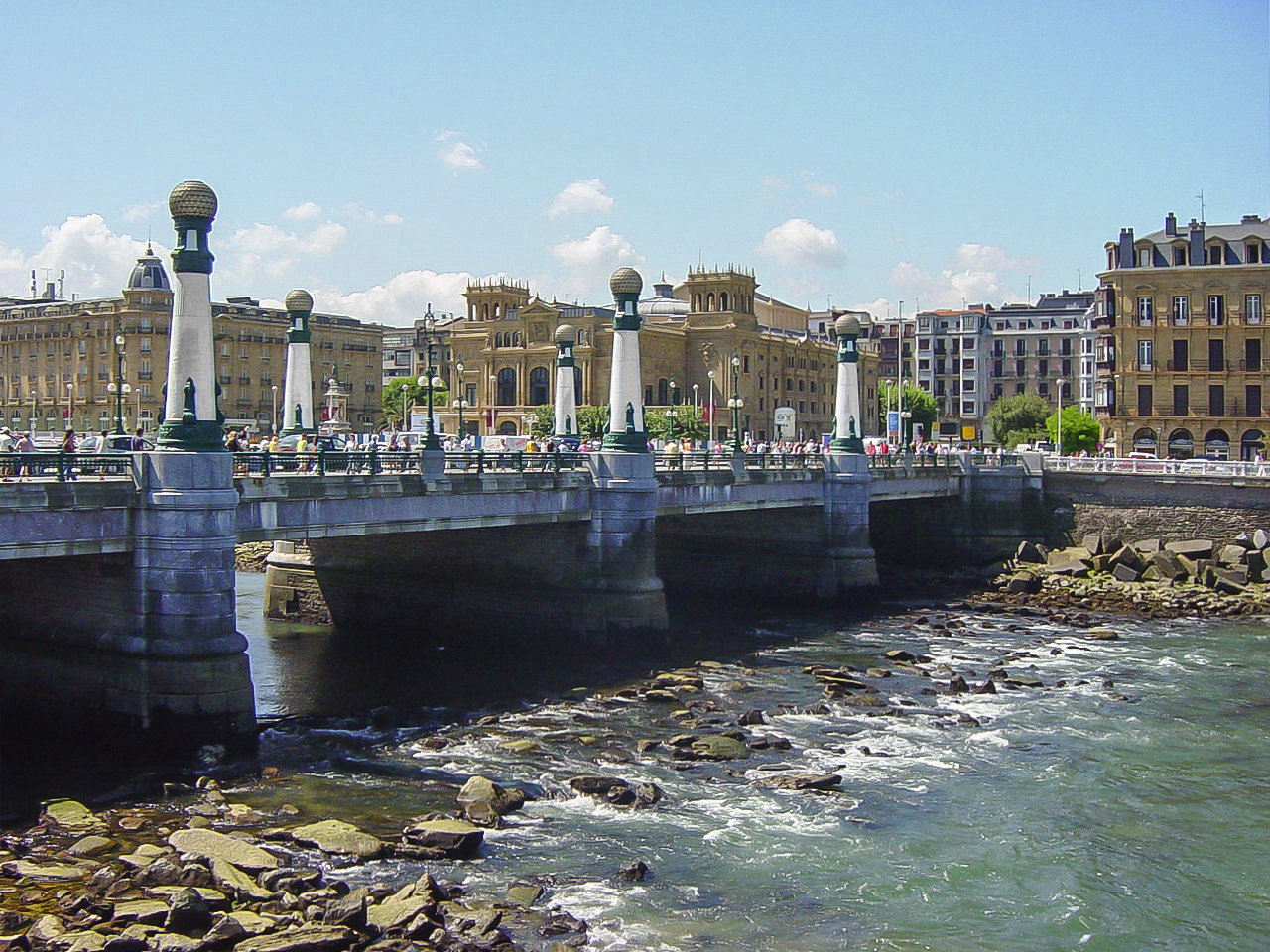
Vista del pont del Kursaal, amb l'Hotel María Cristina (esquerra) i el Teatre Victoria Eugenia (centre) al fons, des del riu Urumea

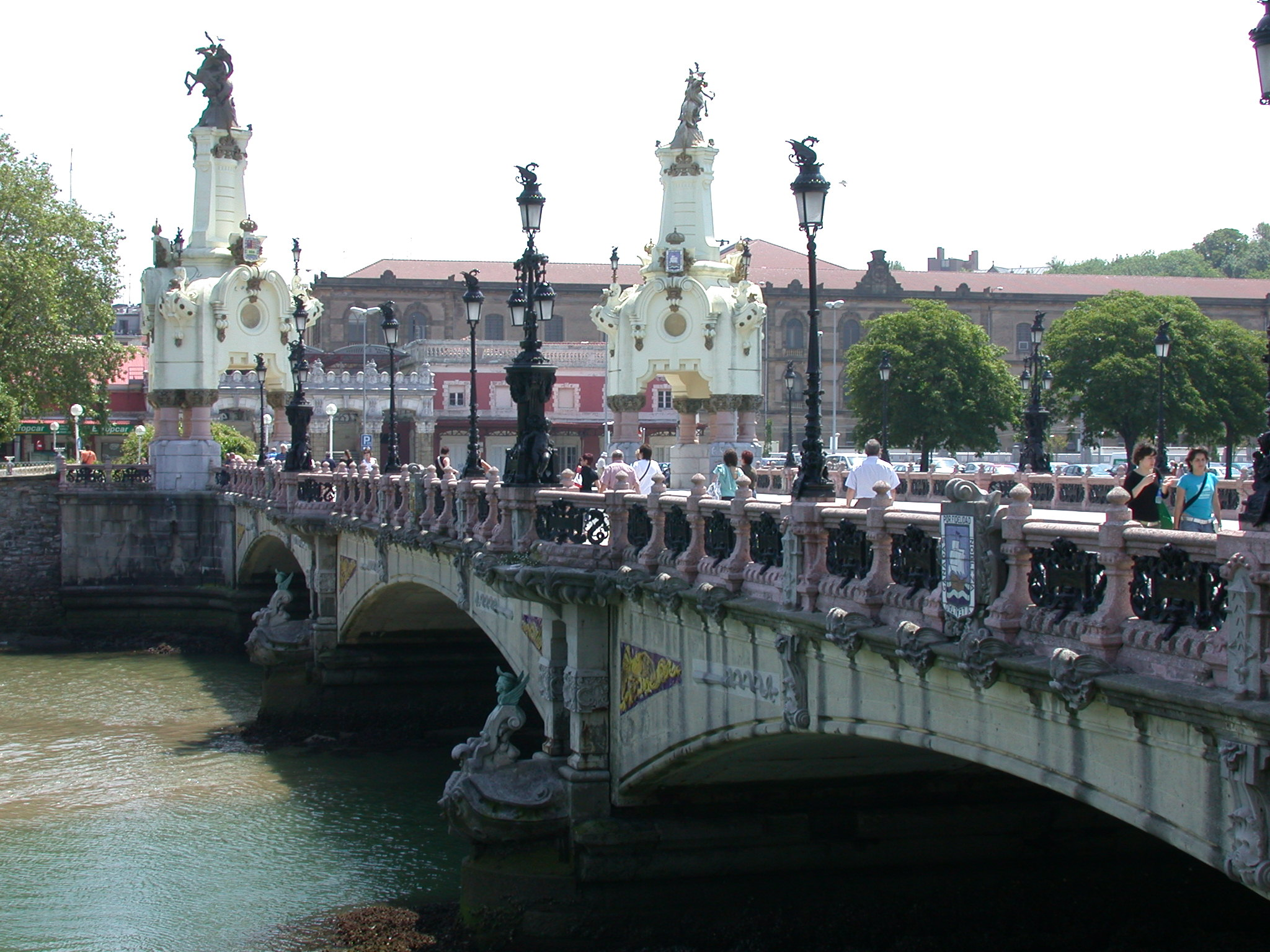
El Pont de María Cristina, amb l'Estació del Nord i la Tabacalera al fons

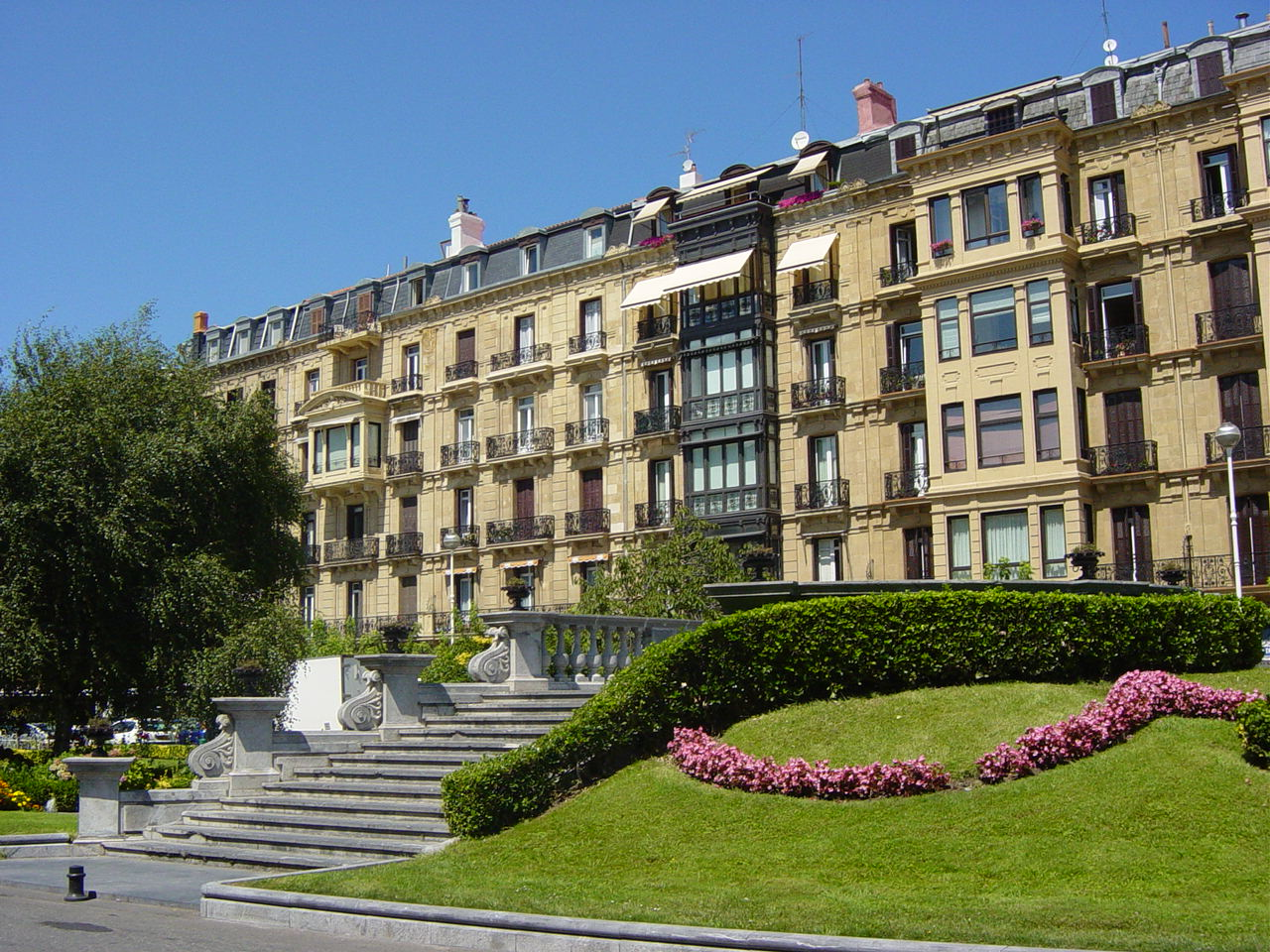
Vista del Carrer Reina Regente, davant del Teatre Victoria Eugenia

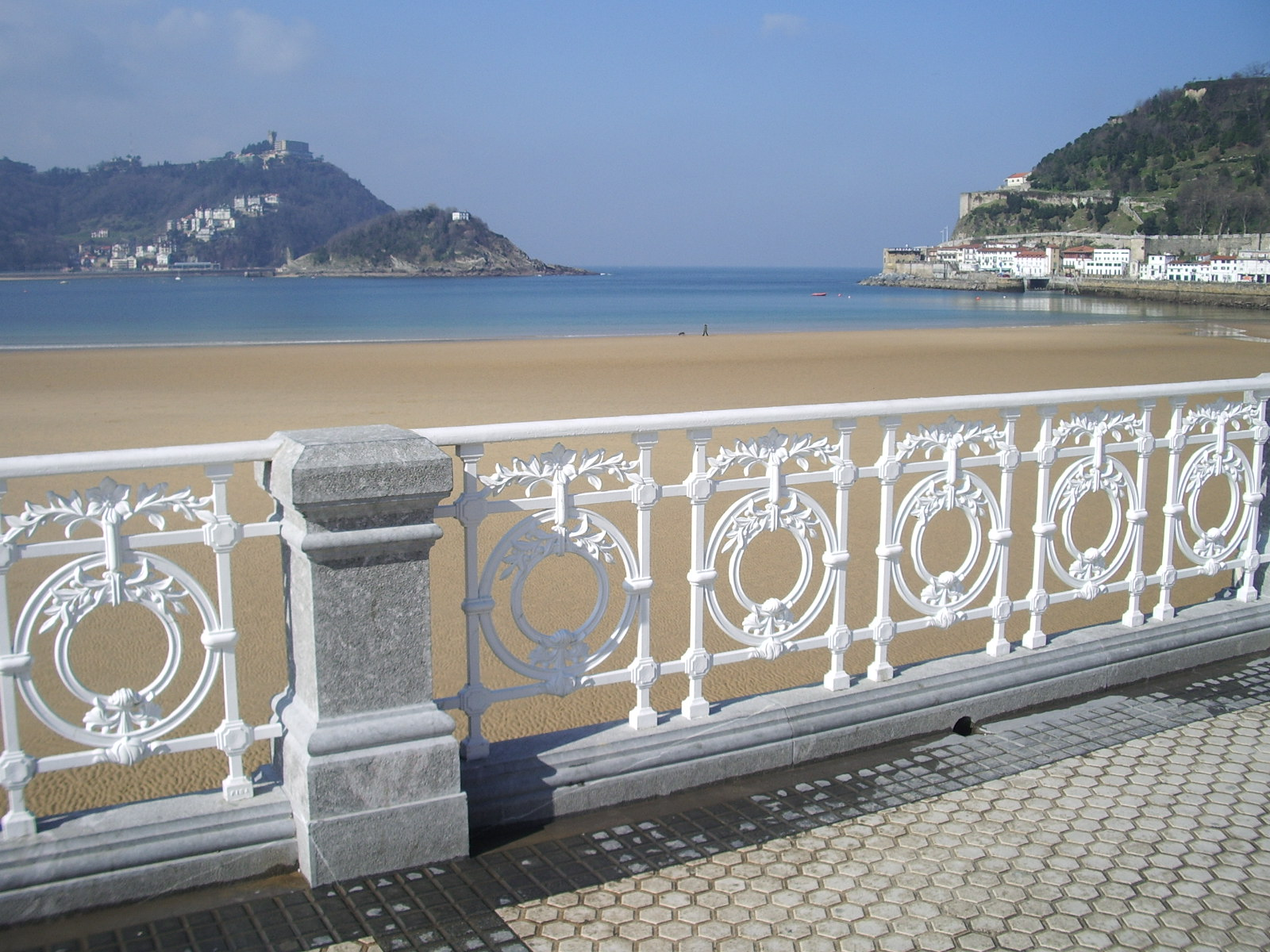
Vista de la badia de la Concha des dels jardins de Alderdi Eder, davant l'Ajuntament

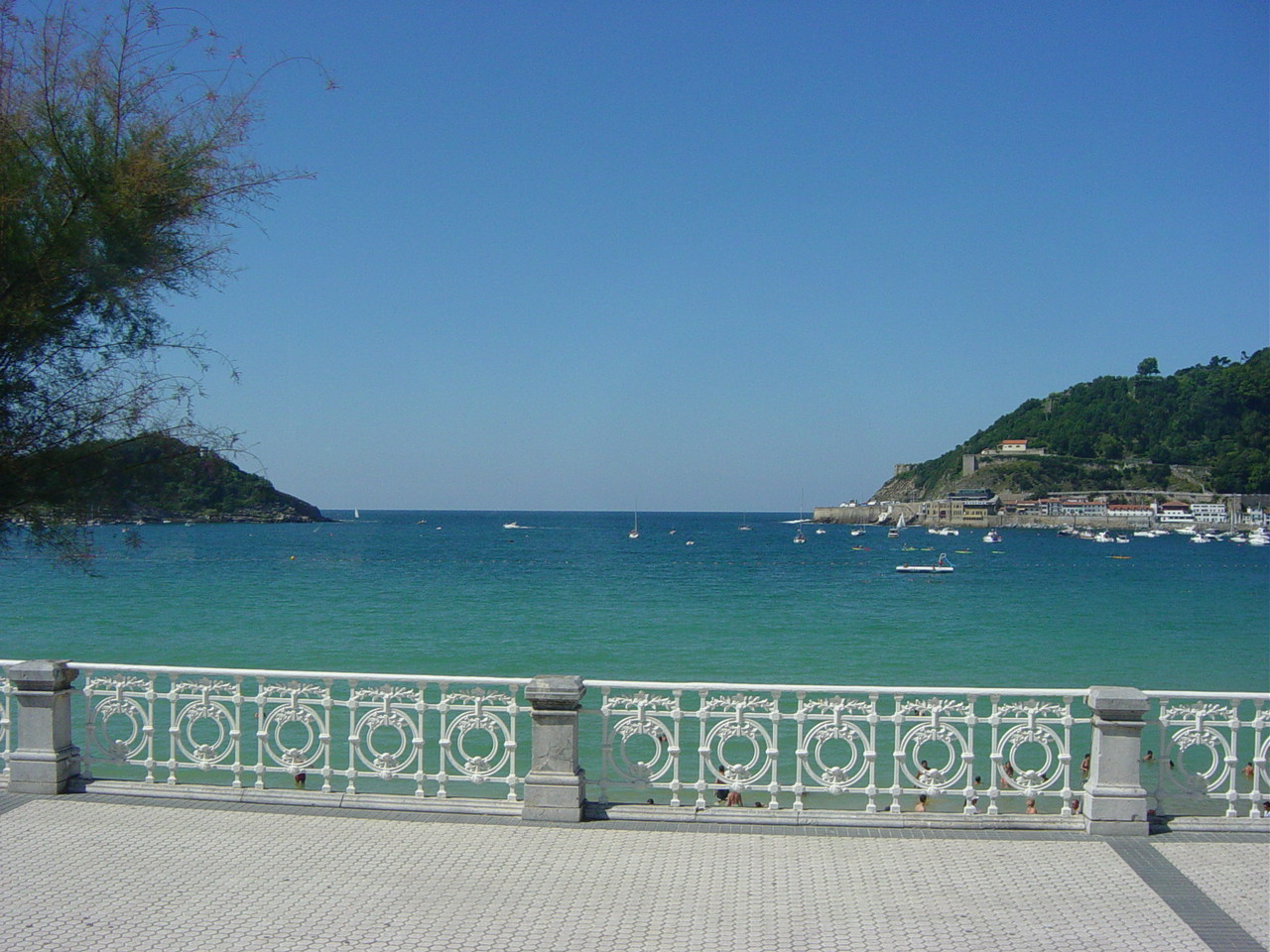
Vista de la Badia de la Concha

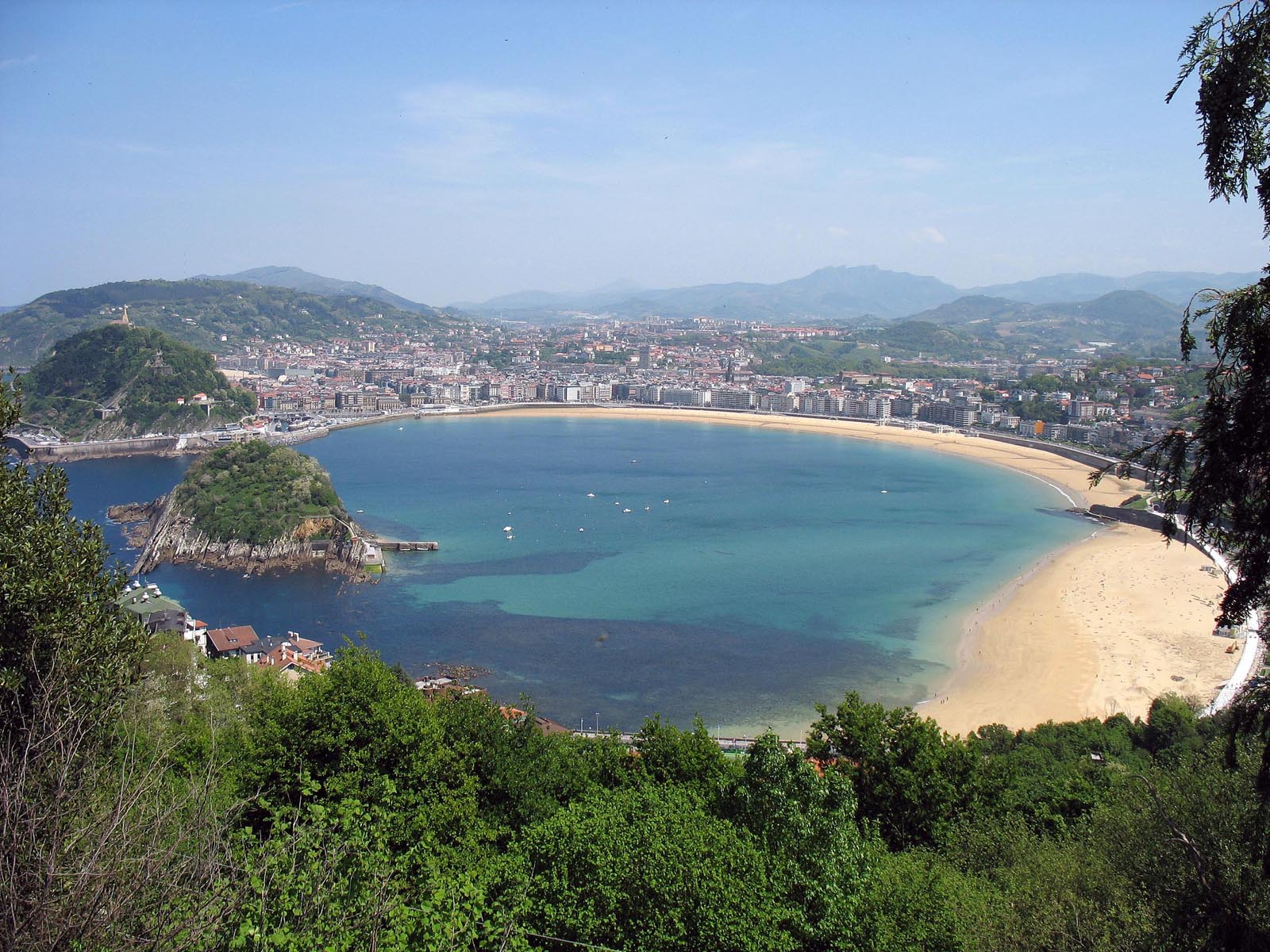
Vista de la badia de La Concha des del mont Igeldo

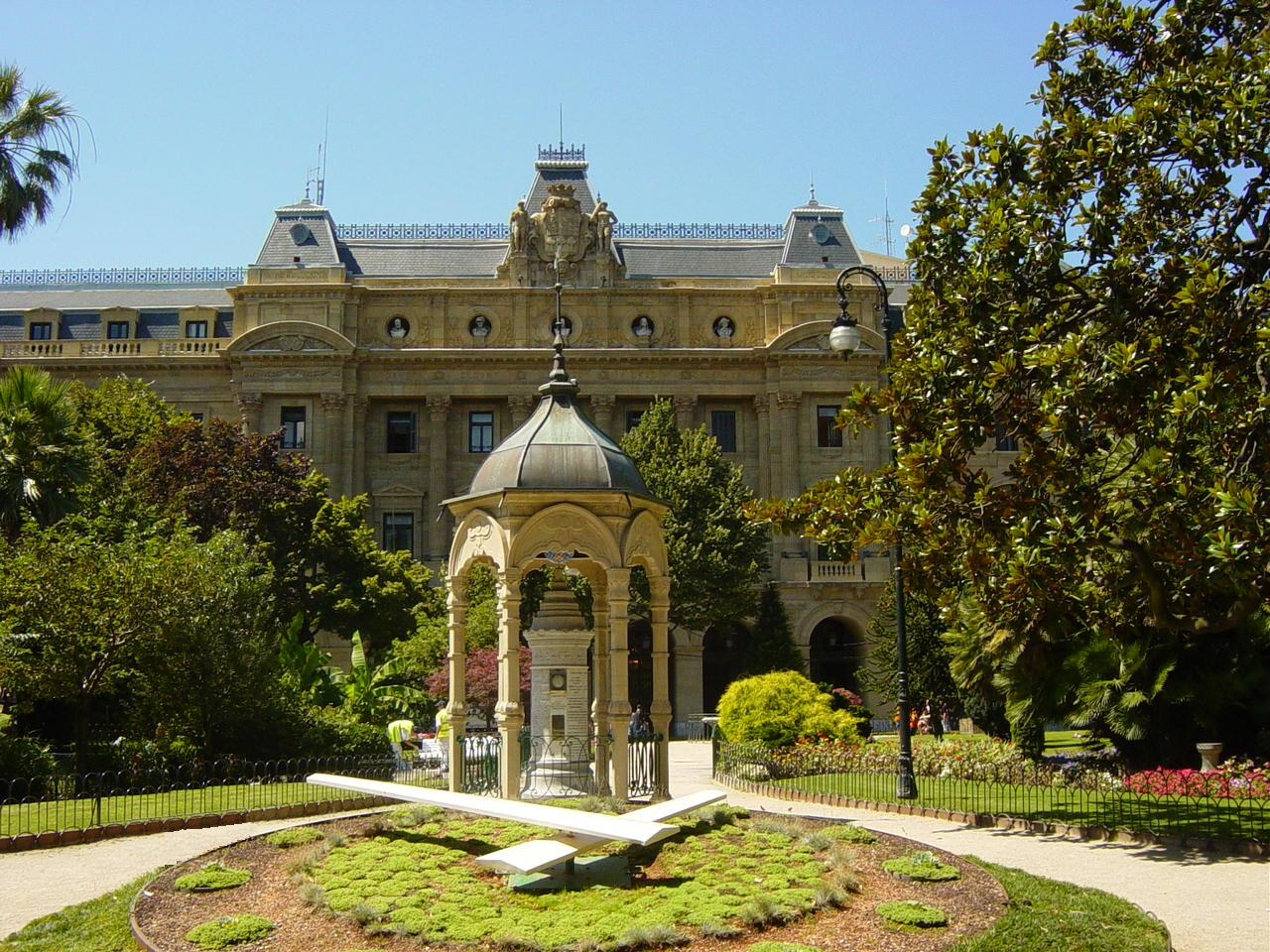
Vista de la seu de la Diputació de Guipúscoa a la Plaza de Guipúzcoa

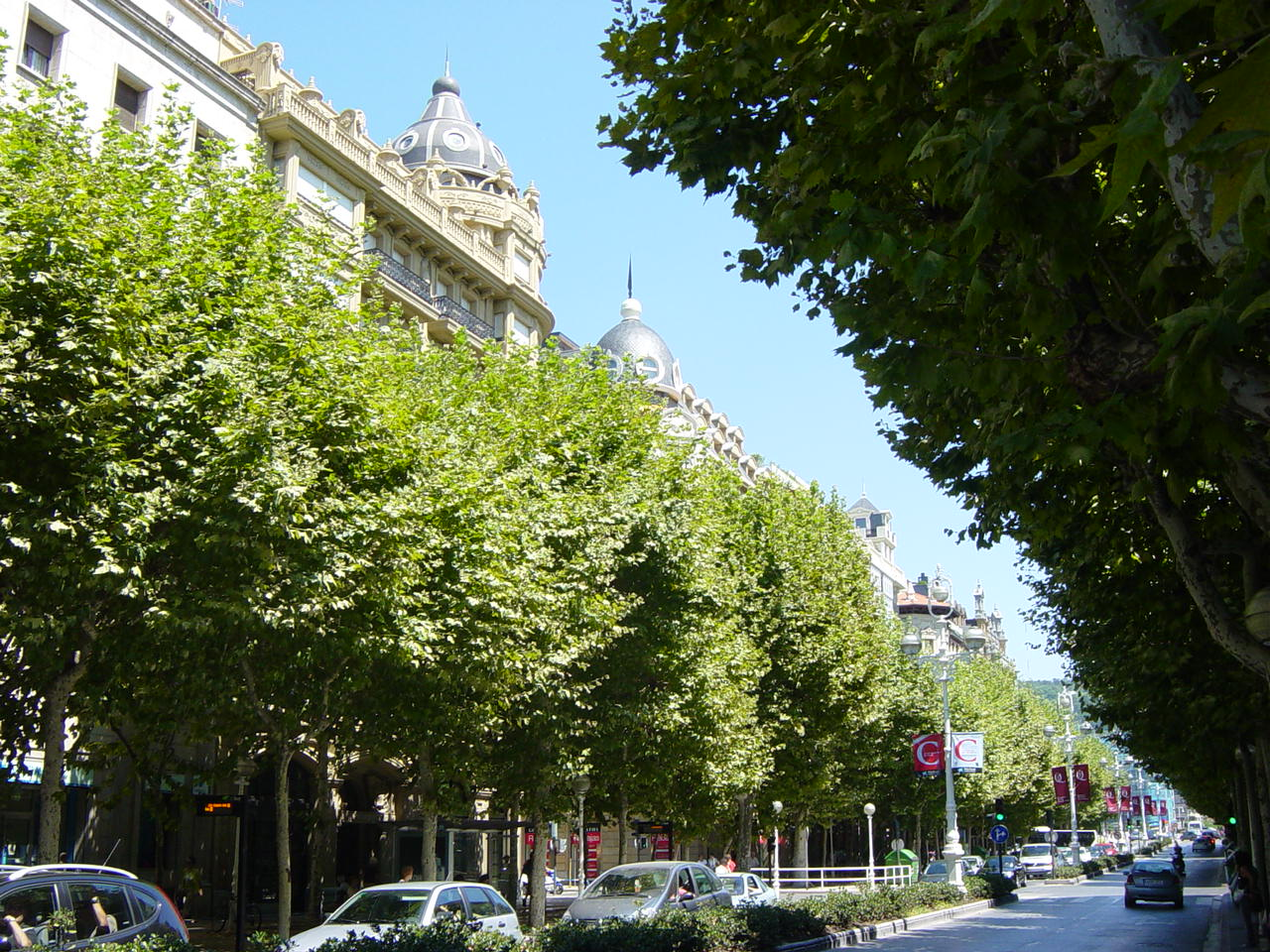
A l'Avinguda de la Libertad, principal arteria econòmica i comercial de la ciutat, tenen seus i oficines 19 entitats bancàries

- Aiete: barri eminentment residencial del centre de la ciutat. En aquest barri es troben el Palau d'Aiete (al Parc d'Aiete) i el Palau d'Arbaizenea. A la zona de Miramón, que limita amb el municipi d'Hernani, hi ha el Parc Tecnològic de Sant Sebastià.
- Altza: és el barri més densament poblat de la ciutat. D'origen rural, va experimentar un gran creixement durant els anys 60 a causa de la immigració. Es va integrar a Sant Sebastià com barri el 1939. El seu nucli de població més important és la zona d'Herrera, que limita amb el municipi de Pasaia.
- Amara Berri: principal barri residencial de la ciutat, es va construir mitjançant un eixample cap a la dècada dels 60. Al sud d'aquest barri es troba la ciutat esportiva d'Anoeta, que inclou l'Estadi Municipal d'Anoeta (Reial Societat)
- Amara vell: barri sorgit a la fi del segle xix amb el desenvolupament del ferrocarril. Els veïns d'aquest barri presenten una de les edats mitjanes més altes de la ciutat.
- Antigua: en aquest barri va sorgir el primer assentament humà de la ciutat. Inicialment poblat per obrers, avui és un barri residencial, així com d'allotjament turístic en la zona més propera a la Badia de la Concha.
- Añorga: barri a la perifèria de Donostia, a mig camí del municipi de Lasarte-Oria. Està separat del nucli urbà i les comunicacions amb aquest són problemàtiques a causa de la carretera N-1.
- Ategorrieta-Ulia: barri residencial format per viles senyorials, ocupades quan sorgien per la població acomodada de la ciutat.
- Miracruz-Bidebieta: és un dels barris més nous de la ciutat. Limítrofa amb Pasajes, és objecte de diverses reformes estructurals destinades a millorar-ne la qualitat de vida i serveis.
- Centre: neix a mitjans del segle xix (després de l'enderrocament de les muralles el 1864) i és fruit de la fusió de dos projectes signats pels arquitectes Cortázar i Saracibar. Del primer es va prendre el plànol general i del segon el Boulevard d'unió entre la part vella i el nou eixample. Sobre aquest primer projecte es van realitzar nombroses variacions (com la plaça del Bon Pastor, per donar recer a la nova església de la mateixa denominació; el carrer Prim, el carrer Easo, etc. En aquesta zona es va situar el centre de la ciutat i el km 0 de les carreteres guipuscoanes (en l'encreuament de l'Avinguda de la Llibertat, un dels carrers més importants de la ciutat i el seu centre econòmic, amb el carrer Hernani). El seu plànol ortogonal o en quadrícula és típic del Modernisme, que organitza els edificis en quadrícules i carrers perpendiculars. De fet, es considera que el centre de Donostia-Sant Sebastià és comparable, en termes arquitectònics, amb el de Barcelona, Bilbao o París.
- Egia: separat del centre de la ciutat per les vies del ferrocarril, s'hi troben el parc de Cristina Enea i el Cementiri de Polloe. L'antic camp de futbol d'Atotxa estava situat en aquest barri.
- Gros: barri amb molta activitat comercial situat a la riba est del riu Urumea. L'ampliació de la platja de Gros (Zurriola) i la creació del Palau de Congressos i Auditori Kursaal l'han revitalitzat econòmicament i socialment.
- Ibaeta: zona en expansió, tant per usos industrials com d'habitatge. En aquest barri se situa el campus universitari de la Universitat del País Basc i el campus tecnològic (Tecnun) de la Universitat de Navarra.
- Igeldo: municipi independitzat a partir de desembre de 2013. És allunyat del nucli de Donostia-Sant Sebastià i situat en la muntanya del mateix nom. Un autobús urbà regular el comunica amb el centre de la ciutat. En el seu vessant existeix un parc d'atraccions del mateix nom, construït a principi del segle xx. Des del punt més alt del municipi s'obté la més cèlebre i completa vista de la badia.
- Intxaurrondo: dividit en les seves parts vella i nova, concentra gran part de la població donostiarra.
- Loiola: en aquest barri es troba la Caserna Militar. Les riberes del riu Urumea a l'altura de Loiola es troben en procés de construcció d'una ampliació del seu nucli residencial.
- Martutene: barri en el qual hi ha la presó del mateix nom. Juntament amb Loiola, s'hi fan reformes i millores.[Quan?][cal citació]
- Mirakontxa: el privilegiat marc en el qual es troba (enfront de la Badia de la Concha) ha condicionat la seva configuració, des de la darreria del segle xix, com una zona residencial de luxe. Hi ha molts palauets envoltats d'espais verds. Es va crear per a repondre a la demanda de residència secundària de qualitat de la població que estiuejava en aquestes dates a Sant Sebastià i de les seves classes nobiliàries. En aquesta zona es troba el Palau Municipal de Miramar.
- Miramon: limitant amb el municipi d'Hernani, en aquest barri hi ha el Parc Tecnològic de Sant Sebastià.
- Part Vella: és el segon barri més vell de la ciutat després de l'Antic i on es troba el port pesquer. Segons una antiga tradició, els seus habitants es divideixen en joxemaritarras (els nascuts al costat de l'Església de Santa María) i Koxkeros (els nascuts al costat de l'Església de San Vicente). Des d'aquest barri es té accés al mont Urgull.
- Zubieta: aquest barri està dividit entre els termes municipals de Donostia-Sant Sebastià i Usurbil. S'hi troben les instal·lacions esportives de la Reial Societat, així com l'Hipòdrom de Sant Sebastià.

### Enclavaments
Sant Sebastià té tres enclavaments:

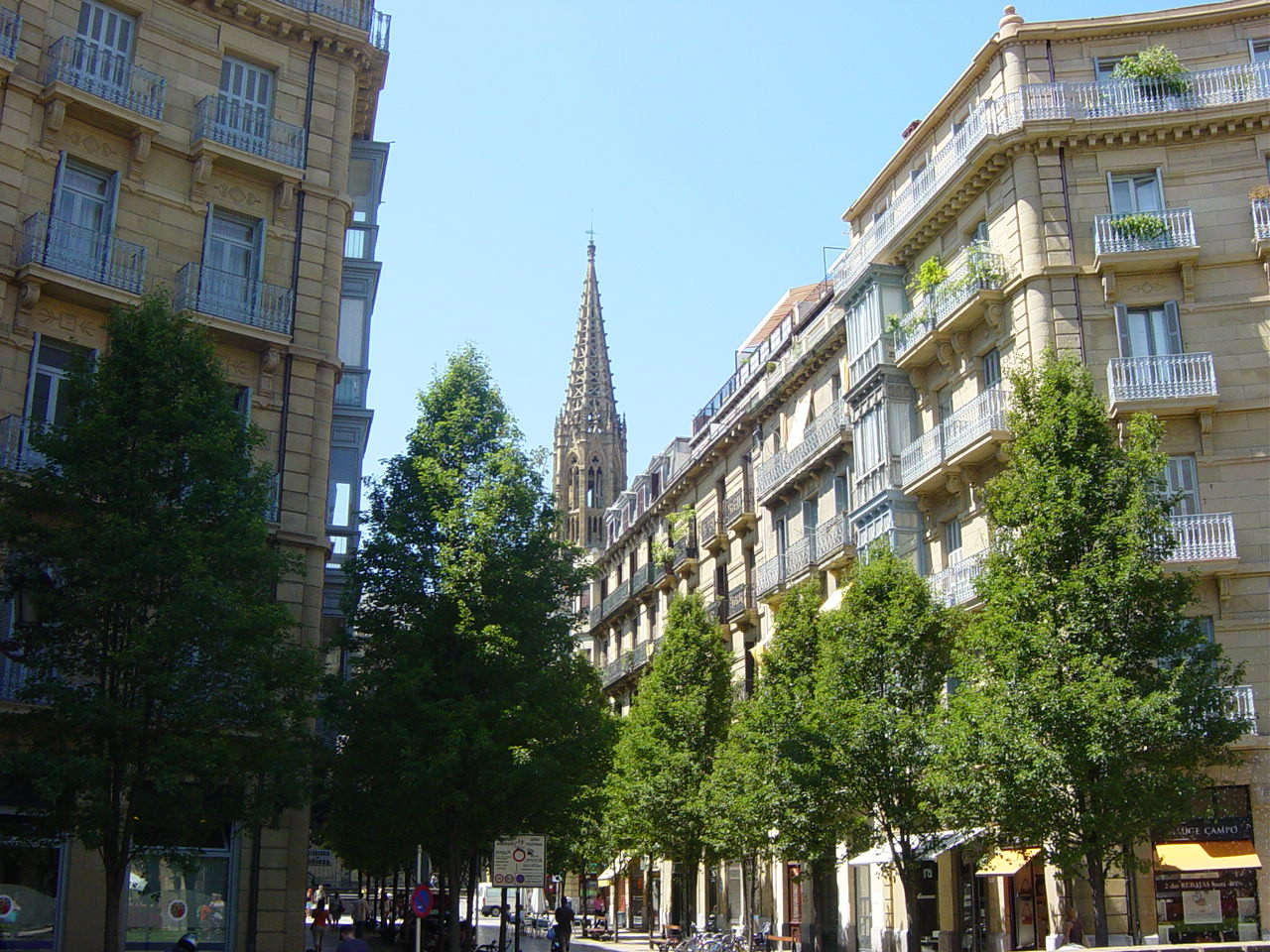
Vista del Carrer Alfonso VIII des de la Plaça de Bilbao, amb la catedral del Bon Pastor al Fons (Àrea Romàntica)

- Landarbaso: terreny situat al costat d'Astigarraga, on s'està planificant construir una incineradora de residus sòlids.
- Urdaburu: situat al costat de la frontera navarresa.
- Zubieta: barri compartit amb Usurbil.

A més d'aquests enclavaments l'Ajuntament de Sant Sebastià posseïx la finca d'Artikutza, en territori navarrès, dintre del terme municipal de Goizueta. Hi ha un embassament (és el punt més plujós de la península Ibèrica) i té un gran valor ecològic, té una superfície de 37 km², el que és més de la meitat que la resta de la ciutat).

## Municipis de l'àrea metropolitana
El 59,86% de la població de Guipúscoa (sense comptar la població d'Hendaia) es concentra a l'àrea metropolitana que té 436.500 habitants.
| Municipi                                    | Comarca                      | Població (2009) | Àrea en km² | Densitat en hab/km² | Distància al centre de Sant Sebastià |
| ------------------------------------------- | ---------------------------- | --------------- | ----------- | ------------------- | ------------------------------------ |
| Sant Sebastià                               | Donostialdea                 | 185.357         | 60,89       | 3.044,13            | ---                                  |
| Irun                                        | Baix Bidasoa                 | 60.951          | 42,40       | 1.437,52            | 17 km                                |
| Errenteria                                  | Donostialdea                 | 39.315          | 32,26       | 1.201,70            | 6,9 km                               |
| Zarautz                                     | Urola-Costa                  | 22.627          | 14,80       | 1.528,85            | 15 km                                |
| Hernani                                     | Donostialdea                 | 19.289          | 39,82       | 484,53              | 6 km                                 |
| Lasarte-Oria                                | Donostialdea                 | 17.782          | 6,01        | 2.958,74            | 6,7 km                               |
| Hondarribia                                 | Baix Bidasoa                 | 16.458          | 28,63       | 574,85              | 19 km                                |
| Pasaia                                      | Donostialdea                 | 15.990          | 11,34       | 1.410,05            | 4,6 km                               |
| Andoain                                     | Donostialdea                 | 14.679          | 27,17       | 540,26              | 11,6 km                              |
| Hendaia                                     | Districte de Baiona (França) | *14.041         | 8           | 1.755,13            | 19 km                                |
| Oiartzun                                    | Donostialdea                 | 9.894           | 59,71       | 165,70              | 10,6 km                              |
| Urnieta                                     | Donostialdea                 | 6.135           | 22,40       | 273,88              | 8,1 km                               |
| Lezo                                        | Donostialdea                 | 6.003           | 8,59        | 698'84              | 7 km                                 |
| Usurbil                                     | Donostialdea                 | 5.919           | 25,64       | 230,85              | 7,6 km                               |
| Orio                                        | Urola-Costa                  | 5.026           | 9,81        | 512,33              | 11 km                                |
| Astigarraga                                 | Donostialdea                 | 4.678           | 11,91       | 392,78              | 5,3 km                               |
| Total                                       |                              | 436.500         | 409,6       | 1065,67             |                                      |
| * Les dades de població corresponen a 2006. |                              |                 |             |                     |                                      |

## Ajuntament

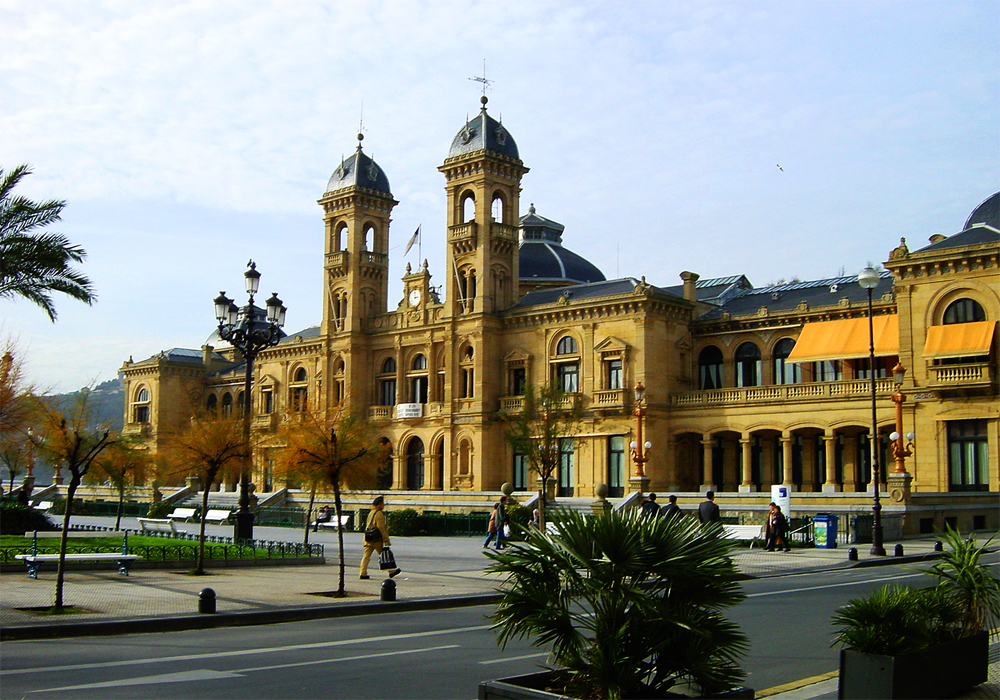
L'Ajuntament, antic casino construït en 1887 i vist des dels jardins d'Alderdi Eder, es va convertir a la seu de l'Ajuntament el 1946

El 1991 Odón Elorza (PSE-EE) es va esdevenir alcalde, amb el suport de PP basc i d'EAJ-PNB. Amb diversos pactes (amb EAJ-PNB i EA en 1995; amb PP basc en 1999) es va mantenir al capdavant del consistori fins a les eleccions locals de 2011. El 2007, va formar govern amb el grup municipal d'Ezker Batua-Berdeak / Aralar.
El 2011 el candidat de Bildu, Juan Carlos Izagirre, va ser escollit alcalde amb els vots dels vuit regidors de la coalició, el PSE i el PP van votar pel candidat socialista, Ernesto Gasco (en total 13 vots) i el PNB va votar pel seu candidat Eneko Goia, en no tenir cap candidat majoria absoluta (14) va ser escollit alcalde el candidat de la llista més votada pels ciutadans.
Per barris, el PSE-EE va ser la força més votada a Bidebieta, Altza i Loiola; el PP a Aiete, Centro i Amara, i EAJ-PNB a Ibaeta i Antigua. La coalició Bildu va ser la força més votada a la Parte Zaharra, Añorga, Igeldo, Intxaurrondo, Egia, Gros, Ulia i Martutene.
| Partit polític                                                 | 2011   | 2011     | 2007   | 2007     |
| Partit polític                                                 | Vots % | Regidors | Vots % | Regidors |
| Bildu                                                          | 24,29% | 8        | -      | -        |
| Partit Socialista d'Euskadi-Euskadiko Ezkerra (PSE-EE)         | 22,63% | 7        | 37,43% | 11       |
| Partit Popular del País Basc (PP basc)                         | 18,99% | 6        | 21,37% | 6        |
| Eusko Alderdi Jeltzalea - Partido Nacionalista Vasco (EAJ-PNV) | 17,93% | 6        | 17,20% | 5        |
| Aralar                                                         | 4,29%  | 0        | -      | -        |
| Ezker Batua-Berdeak (EB-B)                                     | 2,63%  | 0        | -      | -        |
| Hamaikabat (H1!)                                               | 1,62%  | 0        | -      | -        |
| Ezker Batua-Berdeak/Aralar (EB-B/A)                            | -      | -        | 11,43% | 3        |
| Eusko Alkartasuna (EA)                                         | -      | -        | 8,33%  | 2        |

En les últimes eleccions autonòmiques celebrades el 21 d'octubre de 2012 el Partit Nacionalista Basc (EAJ-PNB) va ser el partit més votat a la capital guipuscoana, amb un 29,2% dels vots, seguit a certa distància del PSE-EE (22,41%) i EH Bildu (21,99%) i molt distanciat del Partit Popular del País Basc, amb un 15,28% dels vots. El PNB va ser l'opció més votada en la majoria de barris de la ciutat, destacant els seus grans resultats en el districte Centro i a l'Antigua. També va ser la força més votada a Amara i a Gros. Així mateix, a la Parte Zaharra es va quedar a pocs vots d'EH Bildu, la primera força.

## Transports
- Autobusos urbans: L'únic i principal mitjà de transport públic de Sant Sebastià són els autobusos urbans. D'aquest servei se n'encarrega, des de 1886, la Companyia del Tramvia de Sant Sebastià, de propietat municipal. Disposa de 21 línies que abasten tota la ciutat, més un servei especial al polígon industrial d'Igara, quatre línies de microbusos i un servei de taxi bus pels barris alts o als quals no poden arribar els autobusos convencionals, així com sis línies nocturnes pels divendres i dissabtes de matinada i línies de reforç.
- Autobusos interurbans: Per arribar a Sant Sebastià existeixen nombroses línies, la majoria privades amb concessió pública, des de qualsevol punt de Guipúscoa. Així mateix, el mitjà de transport més emprat pels turistes que van exclusivament a Sant Sebastià és l'autobús. Diverses línies nacionals uneixen Sant Sebastià amb destinacions molt variades. L'estació d'autobús de totes aquestes línies interurbanes es troba a la Plaça Pío XII, del barri d'Amara Berri. La precària instal·lació, de caràcter provisional, quedarà solucionada amb la construcció de l'estació intermodal de Loiolako Erriberak, barri encara en construcció. En aquesta estació confluiran les diverses línies interurbanes d'autobús.
- Carril bici: El carril bici, també anomenat bidegorri (camí vermell en euskera, per ser aquest el color del carril), és un dels mitjans de transport més emprats pels donostiarres. La xarxa de carrils bici supera els 25 quilòmetres, la proporció de metres de carril bici per habitant més alta d'Espanya (136,2 metres/habitante).[11] Està previst ampliar aquesta xarxa fins a arribar a una extensió suficient per poder recórrer amb bicicleta tota la ciutat.
- Tren: Dues companyies públiques presten aquest servei: Euskotren a l'Estació d'Amara Vell i Renfe a l'Estació del Nord.

- Estació del Nord: D'aquesta estació parteixen els trens de major recorregut. Així, hi ha dos trens Altaria diaris a Madrid, a més de diversos serveis diaris de Intercity i altres nocturns. També paren aquí els trens de rodalia de Renfe, que enllacen Sant Sebastià amb diversos pobles de Guipúscoa. A causa de l'enorme augment d'ús de la línia a Madrid (des de la substitució del Talgo que, des de 1964 fins a 2006, va prestar el servei, fet que va convertir la línia Sant Sebastià-Madrid en la més antiga de l'estat Espanyol), Renfe probablement opti per un reforç dels seus serveis en l'Estació del Nord. Està previst que a aquesta estació arribi el futur Tren d'Alta Velocitat (TAV).

- Estació d'Amara Vell: D'aquesta estació parteixen els trens en direcció a França (la última estació és Hendaia, de manera que és habitual prendre aquest tren per enllaçar amb el TGV direcció a París) i a Bilbao, tot i que aquest últim recorregut fa parades en tots els pobles importants de la costa, i per això el trajecte Sant Sebastià-Bilbao dura unes dues hores i quaranta minuts. Existeixen igualment trens directes a Bilbao.

A més d'aquestes dues estacions, l'estació intermodal encara per construir a Riberes de Loyola també disposarà d'una estació ferroviària, cosa que multiplicarà les possibilitats de transbord i enllaç amb altres destinacions i incidirà en un increment i millora dels serveis.
- Aeroport de Sant Sebastià: L'Aeroport de Sant Sebastià, que es troba a la localitat fronterera d'Hondarribia, disposa de vols diaris a Madrid i Barcelona, a més d'altres destinacions ocasionals. L'utilitzen unes 300.000 persones a l'any.[12] L'absència d'aerolínies de baix cost, així com les seves reduïdes dimensions, limiten les possibilitats d'ús de l'aeroport. Després de descartar el Ministeri de Foment l'ampliació de la pista, les diverses institucions de Guipúscoa treballen perquè el Govern es decideixi a ampliar-la.[13]

## Cultura

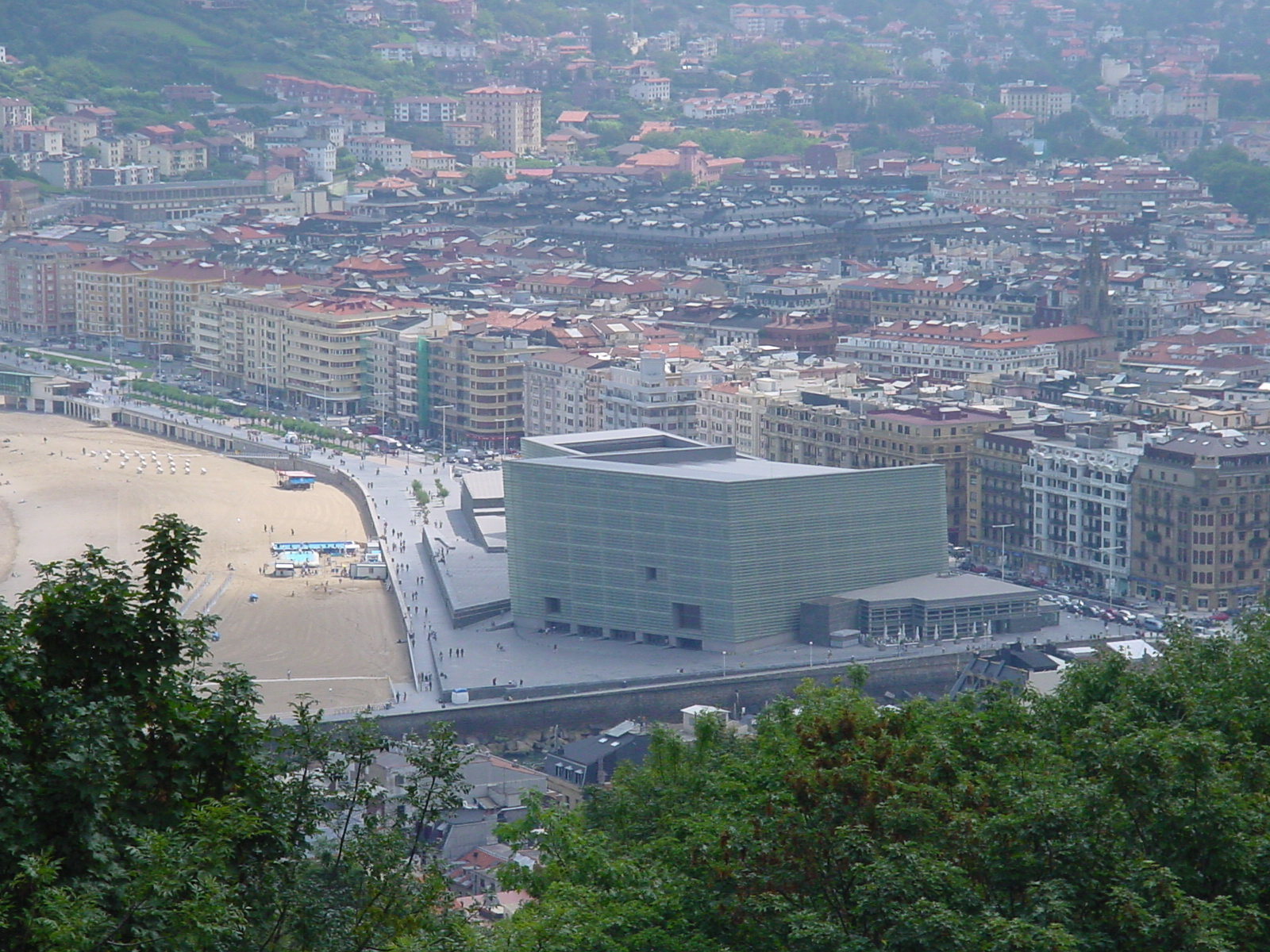
Vista elevada del Kursaal

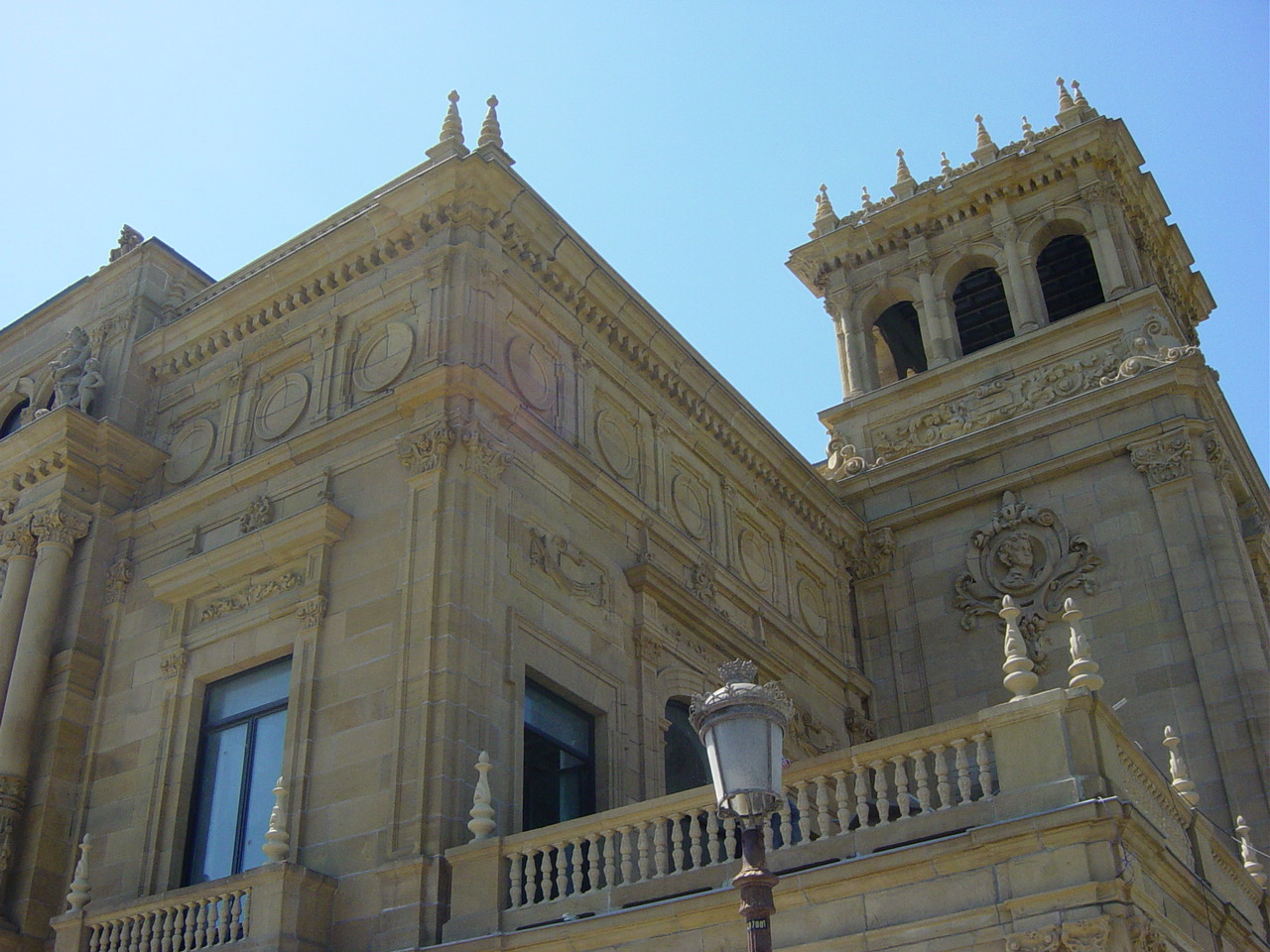
Vista del Teatre Victoria Eugenia (1912)

### Festival internacional de cinema
Cada any a mitjans de setembre, la ciutat acull a les figures més destacades del cinema en un dels Festivals de Cinema més importants del món, creat el 1953 i amb la màxima categoria (A) del circuit internacional de festivals de cinema de la FIAPF. Les estrelles s'allotgen a l'hotel més important de la ciutat, l'Hotel María Cristina, i les cerimònies se celebren al Kursaal, separat de l'hotel pel riu Urumea.
Abans de la inauguració del nou Palau de Congressos dissenyat per Rafael Moneo, les gal·les d'inauguració i clausura se celebraven al Teatre Victoria Eugenia, mític escenari d'importants estrenes de Sarsuela.
Pel festival han desfilat les principals estrelles cinematogràfiques dels últims 55 anys. Entre elles es pot assenyalar a Federico Fellini, Alfred Hitchcock, Audrey Hepburn, Elizabeth Taylor, Orson Welles, Steven Spielberg, Luis Buñuel, Bette Davis, Robert Wise, Mel Gibson, Al Pacino, Michael Douglas, Catherine Zeta-Jones, Anthony Hopkins, Johnny Depp, Robert De Niro o Woody Allen, la pel·lícula de les quals Melinda i Melinda (2004) es va estrenar al Festival. Molts dels esmentats, inclòs Allen, van rebre el Premi Donostia, guardó anual del festival de reconeixement a la seva carrera cinematogràfica.

### Música
Els principals festivals de música de la ciutat són els següents: 
- El Festival de Jazz de Sant Sebastià, també conegut com a Jazzaldia, va ser creat el 1965 i actualment és un dels principals d'Europa. La crítica coincideix a assenyalar un constant i progressiu increment de la qualitat.
- La Quincena Musical, creada el 1939, és un festival dedicat a la música clàssica. Durant prop de mes i mig hi ha concerts diaris tant al Kursaal com en altres escenaris, com ara Chillida-Leku.

En quant el que a agrupacions musicals es refereix, dues de rellevància nacional i internacional tenen la seu a Sant Sebastià: 
- L'Orfeó Donostiarra: Una de les més importants formacions corals del món. La seu està situada a la Part Vella.
- Orquestra Simfònica d'Euskadi La seu central està situada prop de la ciutat sanitària i el Parc Tecnològic.

#### Donosti Sound
El característic estil suau i melòdic del reeixit pop-rock creat per grups musicals sorgits a la ciutat durant les dècades dels 1980 i 1990 s'ha vingut a anomenar Donosti Sound o So Sant Sebastià. Duncan Dhu (Mikel Erentxun i Diego Vasallo), 21 Japonesas, Le Mans, La Buena Vida, Álex Ubago o La Oreja de Van Gogh són alguns dels grups sorgits a Sant Sebastià entorn d'aquest estil musical, inequívocament marcat per la climatologia grisa i la fisonomia aburgesada de la ciutat.

### Equipaments culturals

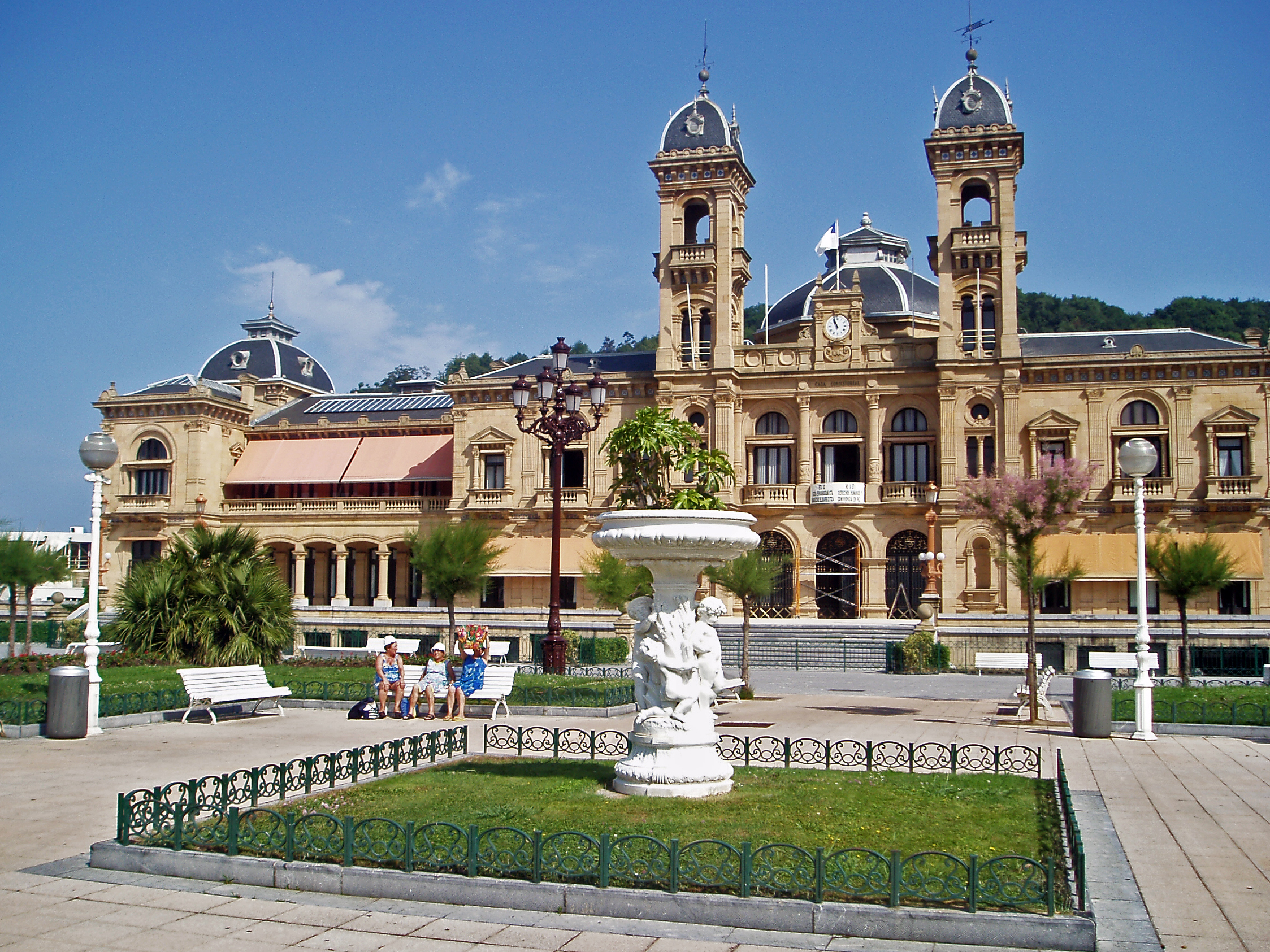
L'Ajuntament de San Sebastià, antic casino, des d'Alderdi Eder

- Cases de Cultura: De titularitat municipal, es tracta de centres culturals dotats de biblioteca, sales de conferències i altres equipaments distribuïts pels diferents barris de la ciutat. És també municipal l'Escola de Música i Dansa, que ofereix ensenyaments no reglats.
- Biblioteca Central: Situada a l'Ajuntament, es tracta de la biblioteca més ampla de gestió municipal.
- Centre Cultural Koldo Mitxelena: De titularitat provincial, es tracta del més important equipament cultural de Sant Sebastià. Disposa de biblioteca, videoteca, fonoteca, hemeroteca, sales d'exposicions, sales d'estudi i sales de lectura.

Biblioteca del Conservatori Francisco Escudero: Posseeix una notable biblioteca musical. Disposa, així mateix, d'un dels fons històrics més importants del país, que es troba íntegrament digitalitzat.
- Aquarium: L'Aquarium de Sant Sebastià està situat al moll, al costat del Passeig Nou. Posseeix una rellevant col·lecció històrica, així com una moderna ampliació amb un passadís que recorre una gran peixera.

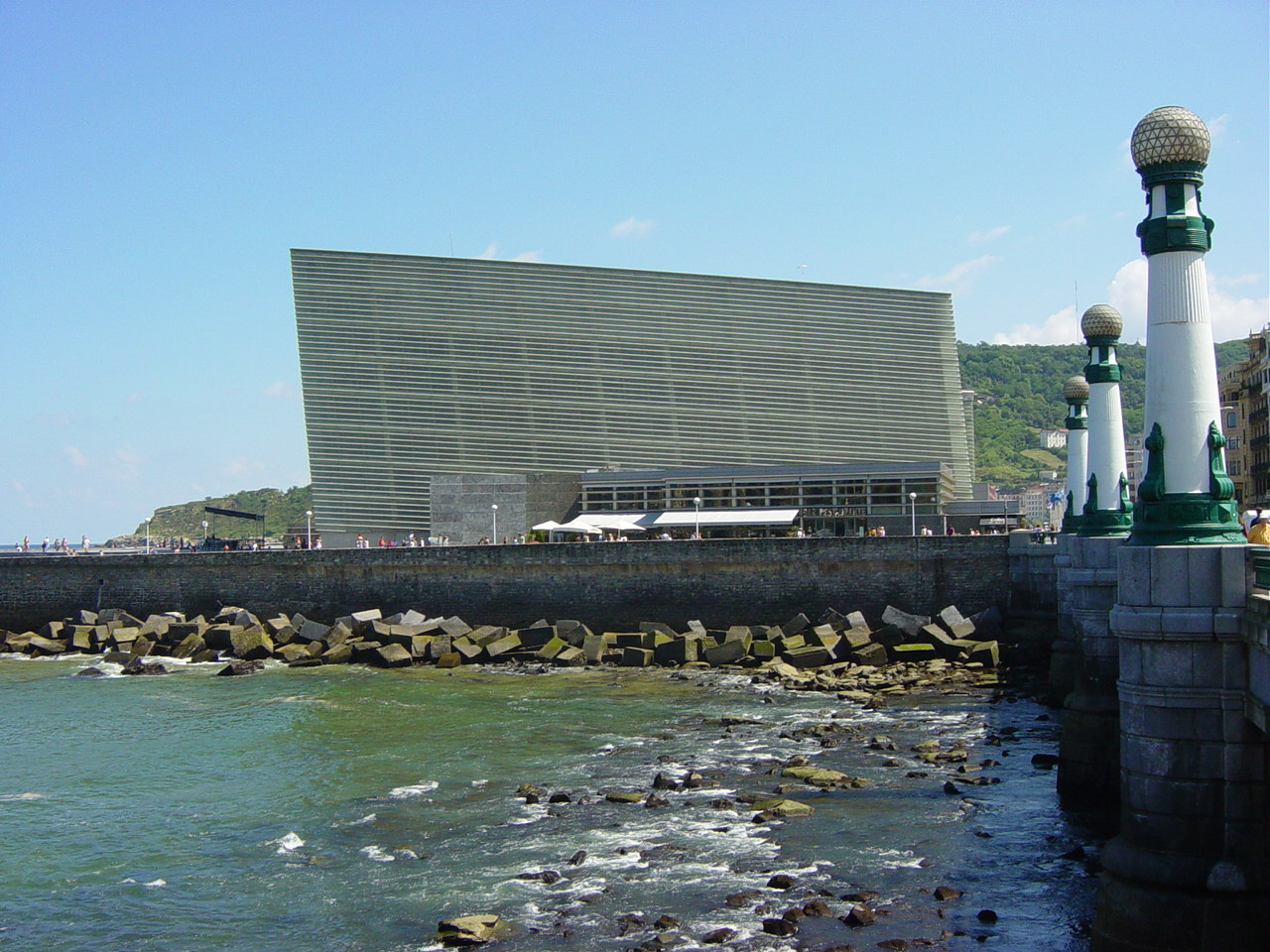
El Kursaal des de l'oest del riu Urumea, a la seva desembocadura

- Museu Sant Telmo: De titularitat municipal i situat en un antic convent del segle xvi.
- Tabacalera: Antiga fàbrica de tabac i futura seu del Centre Internacional de Cultura Contemporània.
- Palau de Congressos i Auditori Kursaal: Important sala de congressos, espectacles i concerts dissenyada per Rafael Moneo.
- Plaça de Toros d'Illumbe: Situada al costat de la ciutat esportiva d'Anoeta, a més dels toros acull els partits de l'ACB del Bruesa GBC i concerts multitudinaris.

### Gastronomia

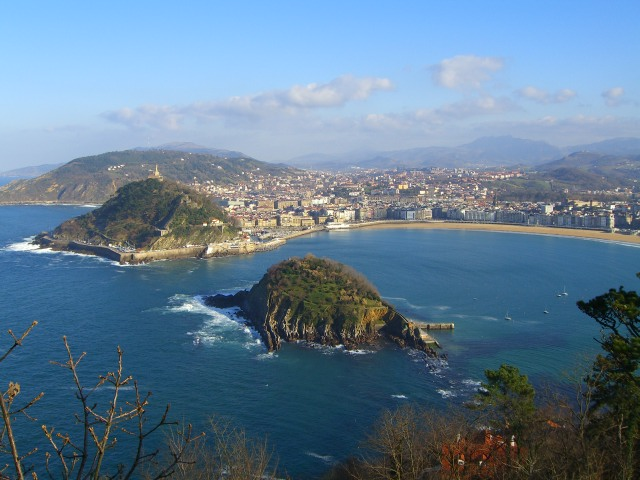
Vista de la Badia de la Concha des del mont Igeldo

Es diu que Sant Sebastià és la ciutat del món amb major nombre d'estrelles Michelin per metre quadrat. De fet, és l'única ciutat del món, juntament amb París, que té tres restaurants amb tres estrelles, la màxima qualificació. Així doncs, la gastronomia és un dels principals atractius turístics de la ciutat. Com a representants de la nova cuina basca, prestigiosos cuiners com Juan María Arzak, Pedro Subijana, Martín Berasategui o José Juan Castillo (els tres primers amb les tres estrelles Michelin ja comentades) tenen els seus restaurants a Sant Sebastià. També són molt populars els bars de pintxos de la Part Vella, com ja s'ha assenyalat, obres d'art culinàries en miniatura.

### Festivitats

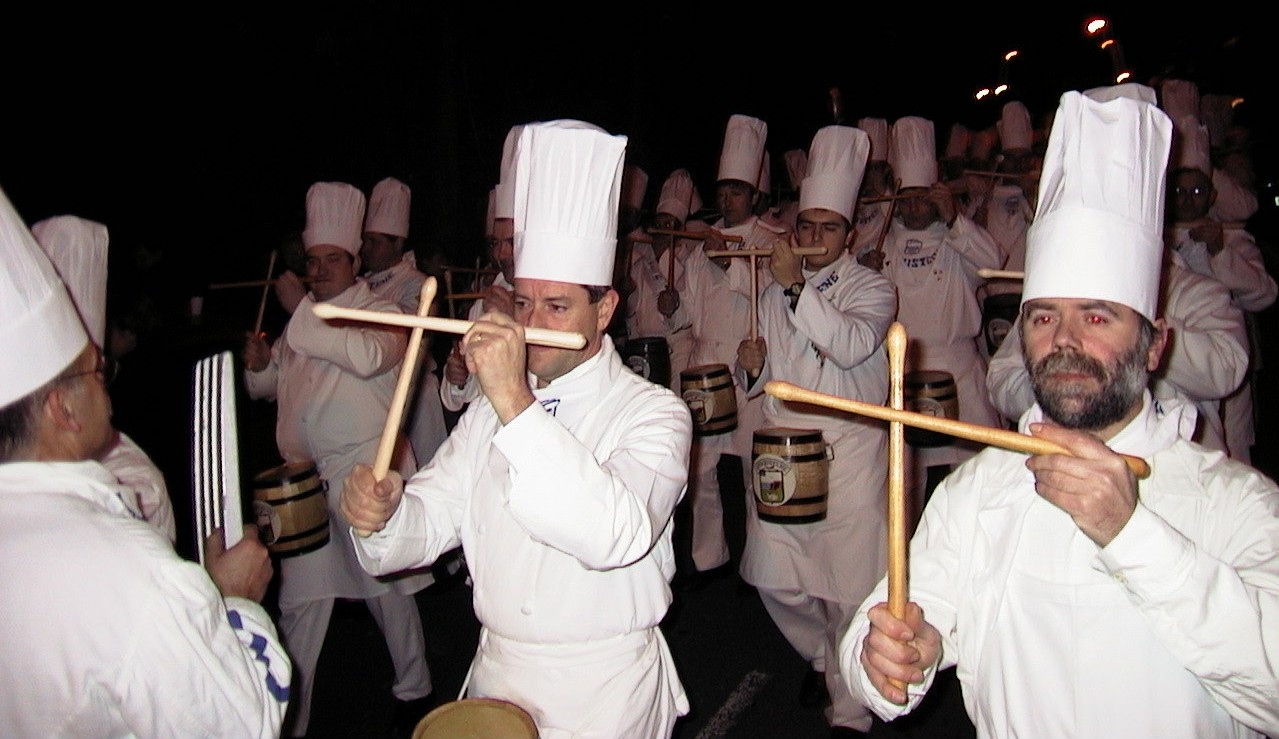
Imatge del dia de la Tamborrada

La principal festa de la ciutat és la Tamborrada, que se celebra el 20 de gener, dia de Sant Sebastià. La nit del 19 al 20 de gener la Plaça de la Constitució de la Part Vella s'omple de donostiarres, per realitzar la hissada de la bandera i començament de les festes. Al llarg del matí del dia 20 desfila la Tamborrada Infantil, amb més de mig centenar de companyies infantils de centres escolars de Sant Sebastià i al llarg de les 24 hores que dura la festa circula mitja centena de tamborradas d'adults. El dia 20 a les dotze de la nit, la Unión Artesana arria la bandera en la Plaça de la Constitució com fi de festa. Es tracta d'una festa amb arrels històriques sorgida a la fi del segle xix. La música que s'interpreta, que inclou l'himne de la ciutat (Marxa de Sant Sebastià, la lletra de la qual va ser obra de Serafí Baroja), va ser escrita per Raimundo Sarriegui, originalment per piano, i posteriorment va ser adaptada per abanda.

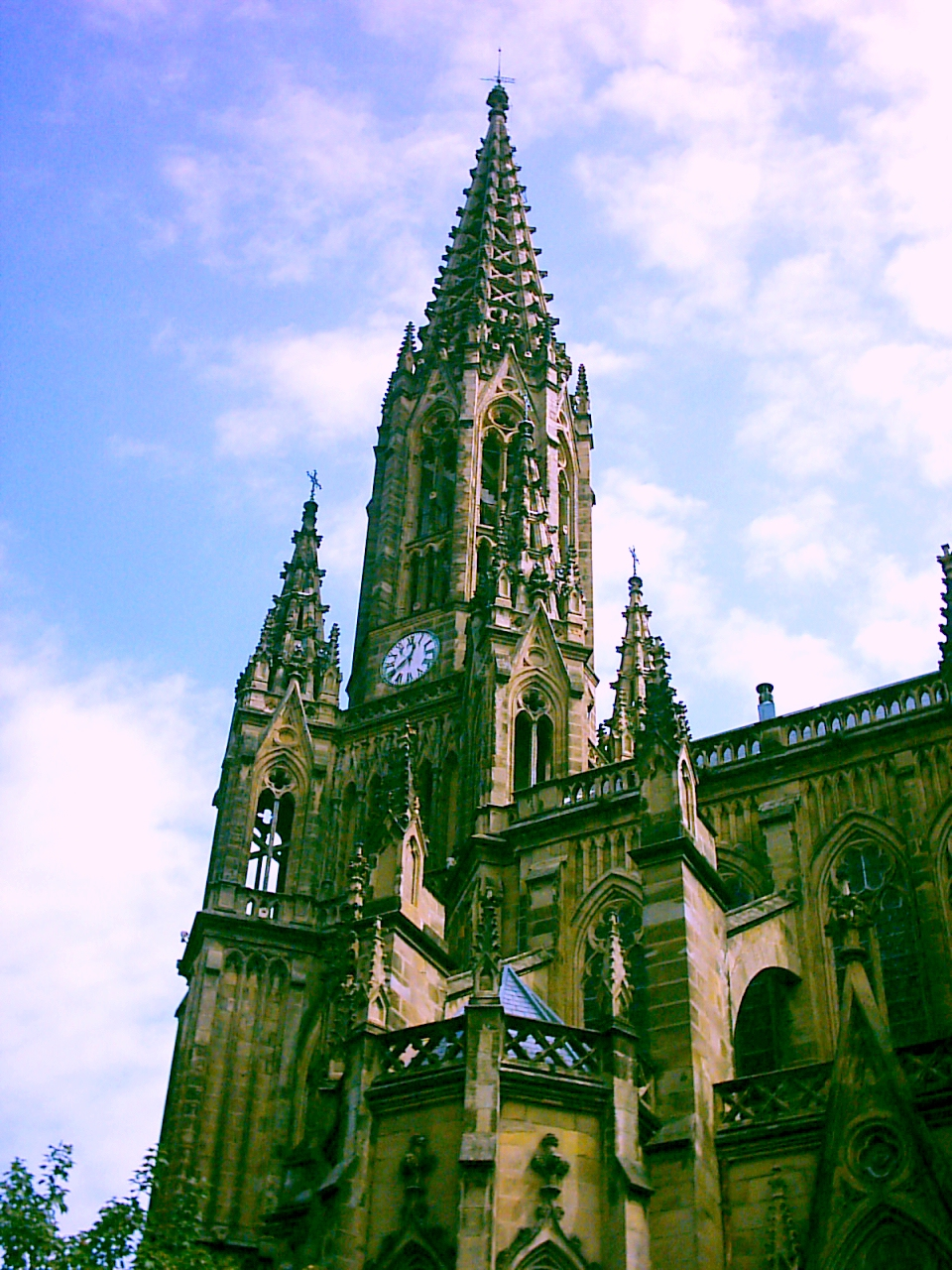
Catedral del Buen Pastor, construïda al 1897

A l'agost, durant la setmana que incorpora el dia 15 (l'Assumpció), se celebra la Setmana Gran donostiarra, la festa estiuenca i turística de la ciutat. Entre les diverses activitats que s'organitzen, està el Concurs Internacional de Focs Artificials de Sant Sebastià. Cada nit d'aquesta setmana cadascuna de les cases pirotècniques participants, totes elles arribades de diferents parts del món, s'encarreguen de llançar els seus focs artificials des dels jardins d'Alderdi Eder sobre la badia de La Conquilla. És un dels més importants certàmens pirotècnics d'Europa.
El 31 d'agost es recorda l'incendi que va arrasar la ciutat el 1813, durant la Guerra de la Independència, deixant en peus un sol carrer, la més antiga de la ciutat: el carrer 31 d'agost, a la Part Vella.
El 21 de desembre és el dia de Sant Tomàs. Durant aquest dia per tota la ciutat es poden veure llocs de productes artesanals entre els quals destaquen, per ser el menjar típic del dia, el talo, la xistorra (o txistorra, en euskera) i la sidra.
Els llocs en qüestió solen estar col·locats en llocs com la Plaza Gipuzkoa o la Plaça de la Constitució de la ciutat, i solen estar atesos per organitzacions o grups d'escolars.

### Vida nocturna

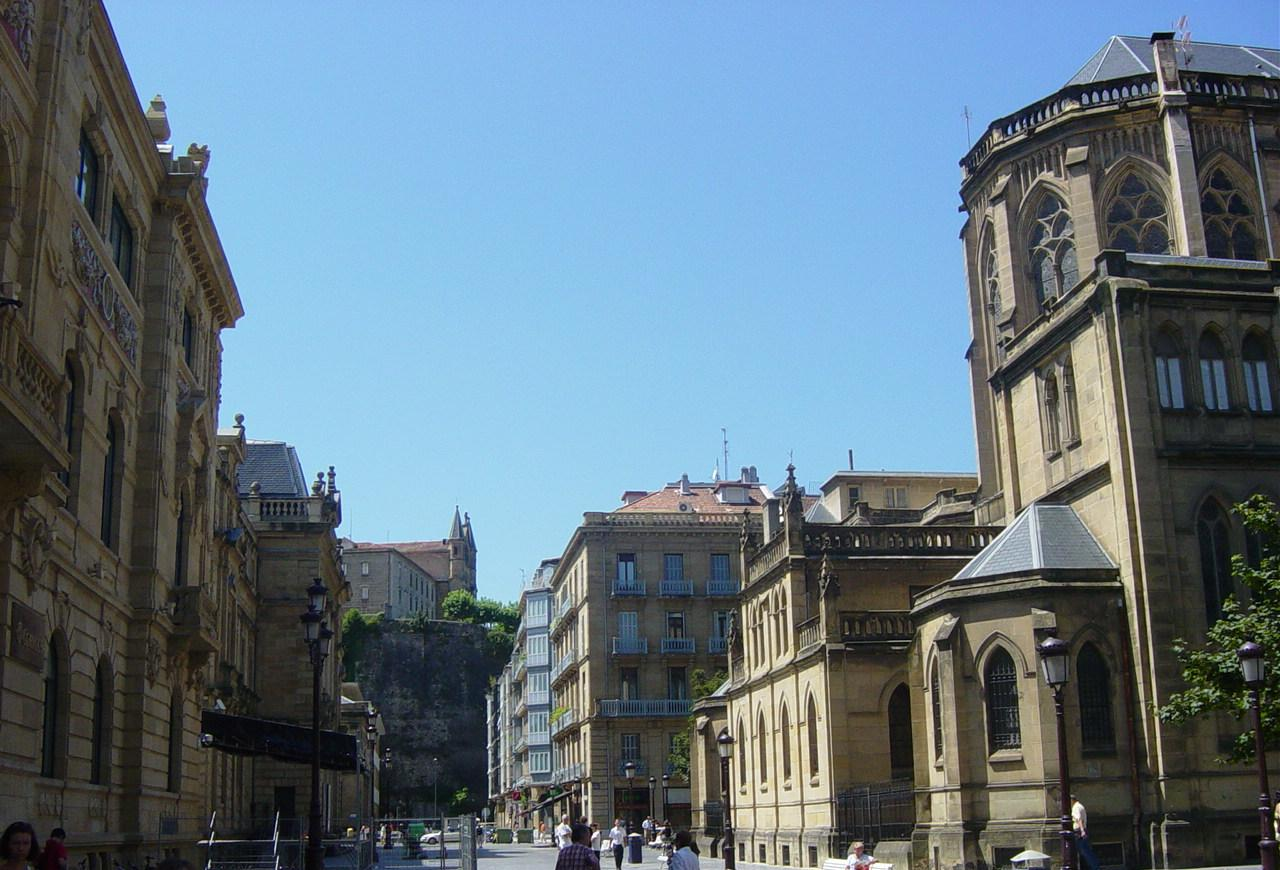
Plaça del Buen Pastor, amb la Catedral a l'esquerra, San Bartolomé al fons, i les seus de Correos i Centro Cultural Koldo Mitxelena a l'esquerra

L'oci nocturn de la ciutat se centra principalment en tres punts: la Part Vella, les discoteques de la Badia de la Conquilla i els locals situats al costat de la plaça de toros d'Illumbe.
A la Part Vella es concentren grups variats de joves de totes les edats, molts dels quals es desplacen a les discoteques de La Concha o a les d'Illumbe amb el tancament dels bars d'aquesta zona. Les tres discoteques situades en la badia acullen a tota mena de públic, si bé són considerades discoteques de públic amb alt poder adquisitiu. Aquestes tres discoteques acullen les festes del Festival Internacional de Cinema. A la zona d'Illumbe, considerada insegura per trobar-se en una zona allunyada del nucli urbà, es troben les més grans discoteques de Sant Sebastià, a les quals acudeix un públic variat i nombrós. Al voltant del carrer dels Reis Catòlics, al costat de la catedral del Bon Pastor, han sorgit locals d'ambients diversos, en el que pot constituir el germen d'una nova zona d'oci nocturn per la ciutat.

## Llengua
La llengua pròpia de Sant Sebastià és l'èuscar, encara que avui dia estigui en situació minoritzada respecte del castellà. Al pas del segle xix al xx va començar la decadència del basc a la ciutat, i la substitució lingüística es va accelerar força després de la Guerra Civil espanyola. Segons el testimoni de l'escriptor basc José Artola, a començaments del segle xx a la part vella de Sant Sebastià, fins al Boulevard, hi havia costum de parlar en basc, però en arribar a l'eixample de Kortazar s'imposava ja el castellà.
A la segona meitat del segle xix el basc era encara hegemònic als carrers donostiarres. Pocs saben, per exemple, que fins a l'any 1891 tots els empleats municipals de la capital guipuscoana havien de saber parlar en basc. O que fins a l'any 1897 els carrers de la ciutat s'anomenaven exclusivament en basc (des d'aquell any es va imposar la denominació bilingüe)
Avui dia (cens del 2006) un 40,35% dels donostiarres són bascoparlants. L'èuscar que es parla a Sant Sebastià pertany al dialecte guipuscoà, o èuscar central, segons la classificació d'en Koldo Zuazo.

## Educació
Segons dades de la Societat de Foment de l'Ajuntament, gairebé el 70% dels donostiarres té estudis similars o superiors al batxillerat. El 26,6% disposa d'algun títol universitari o d'estudis tècnics. A banda dels nombrosos col·legis privats de caràcter religiós i laic i de les escoles i instituts públics, dependents del Govern Basc, la tradició musical de la ciutat posa en relleu el Conservatori de Música Francisco Escudero, creat l'any 1879 i pel qual han passat alguns dels més importants compositors i músics espanyols del segle xx. En el que a l'ensenyament superior universitari es refereix, a la ciutat tenen presència tres universitats i un conservatori superior.
- Universitat del País Basc: A Sant Sebastià es troba el Campus de Guipúscoa d'aquesta universitat pública.
- Universitat de Navarra: Aquesta universitat privada situada a Pamplona imparteix al Tecnun de Sant Sebastià les enginyeries.
- Universitat de Deusto: Construït l'any 1956, el Campus de Sant Sebastià imparteix diferents titulacions universitàries.
- Musikene: Centre Superior de Música del País Basc, creat el 2002.

## Esport

### Instal·lacions esportives

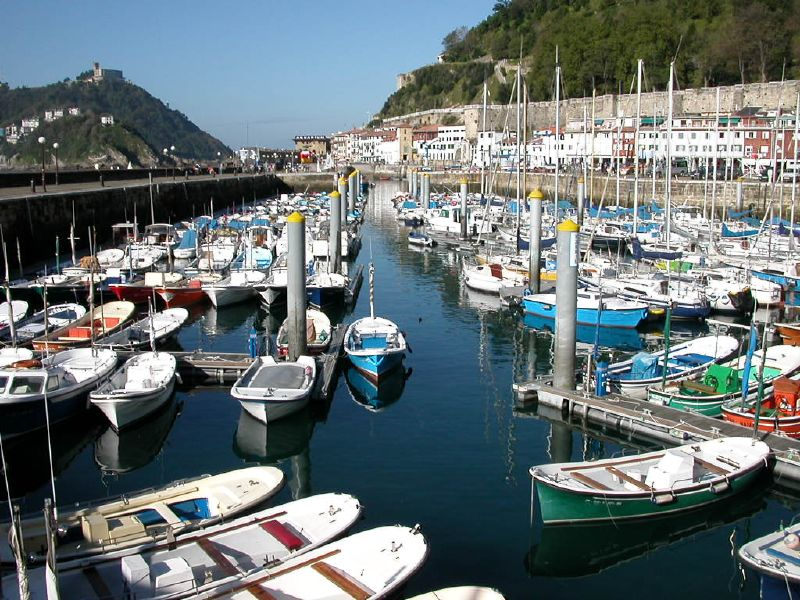
Vista del port de la ciutat

La ciutat esportiva de Sant Sebastià, situada al barri d'Amara, és Anoeta, on es troba l'Estadi d'Anoeta (que va substituir, el 1993, l'Estadi d'Atotxa), el Velòdrom d'Anoeta, una piscina olímpica, una piscina d'oci, diverses pistes poliesportives polivalents, un poliesportiu, tres frontons, gimnàs, miniestadi, el Palau de Gel, un hotel, així com un circuit per la pràctica de l'skate. Es tracta d'un dels complexos esportius més complets del país. Així mateix existeixen altres poliesportius repartits pels respectius barris (Antic, Ibaeta, Gros…). L'Hipòdrom de Sant Sebastià, també anomenat Hipòdrom de Lasarte, està situat al barri de Zubieta. Es tracta d'un dels hipòdroms més importants de la península. Aquest va ser creat l'any 1916.

### Clubs esportius
- Reial Societat: La Reial Societat de Futbol o "La Real", fundada el 1909 com successora directa del Club Ciclista de Sant Sebastià, és l'equip de futbol de la ciutat. Campió de la Lliga en dues ocasions, ha guanyat altres trofeus com la Copa del Rei i ha estat en diverses ocasions a les portes de guanyar altres campionats nacionals i Internacionals. El camp de futbol de La Real és l'Estadi d'Anoeta, però els entrenaments es desenvolupen a les instal·lacions que el club té a Zubieta.
- Sant Sebastià GBC: El 23 de maig de 2006, al Poliesportiu José Antonio Gasca d'Anoeta, l'equip de bàsquet de la ciutat, el Sant Sebastià Gipuzkoa Basket Club, va assegurar el seu ascens de la lliga LEB-1 de la lliga ACB, amb el qual el bàsquet donostiarra va tornar a situar a un equip local en la principal lliga espanyola i segona més important del món.

### Esdeveniments esportius
- Bandera de La Concha: Prova d'embarcacions de rem de gran prestigi, potser la més important.
- Clàssica de Sant Sebastià: Prova ciclista d'una etapa de durada que comença i acaba a Sant Sebastià (també anomenada Clàssica Sant Sebastià-Sant Sebastià). Pertany a l'UCI ProTour.

## Turisme

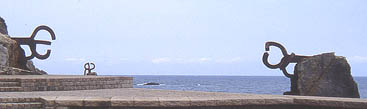
La Pinta del Vent, a les faldes del mont Igeldo al costat de la badia

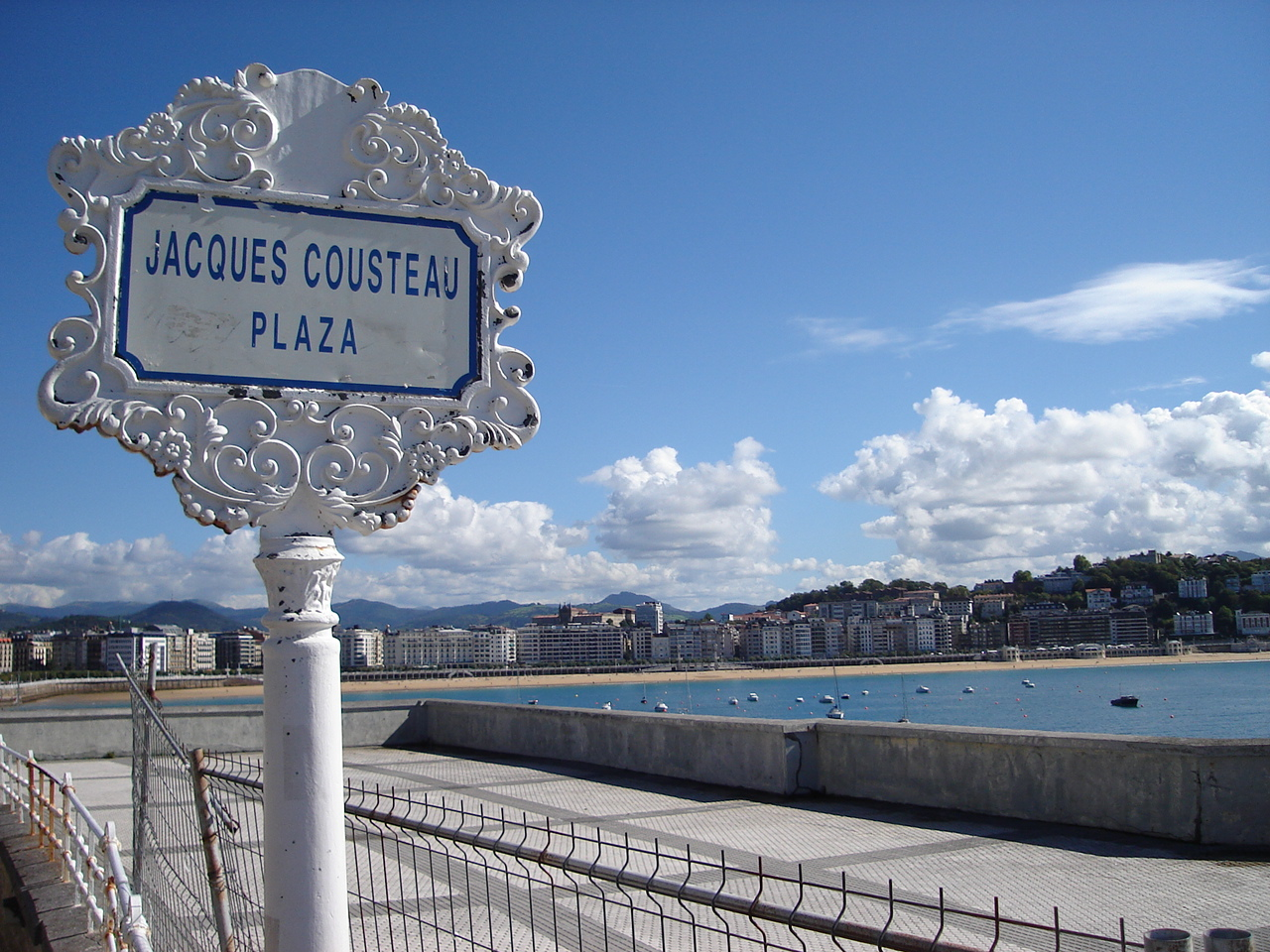
Plaça Jacques Cousteau a l'extrem oposat de La Concha

Sant Sebastià és una de les ciutats més turístiques del sud d'Europa, activitat que li proporciona la major part del seu potencial econòmic. Per satisfer aquesta demanda, la ciutat disposa de bons serveis i d'una acurada estètica.
Un dels principals atractius turístics és la gastronomia, juntament amb els festivals d'estiu (Jazz, Cinema i Quinzena Musical). La Badia de la Concha, vorejada per la característica barana, és el símbol turístic de Sant Sebastià des que la reialesa espanyola la va començar a visitar amb regularitat en el segle xix a causa de la qualitat de les aigües termals del Balneari de La Perla, situat a la mateixa platja. Al centre de la badia es troba la perla de la concha, que és l'Illa Santa Klara.
A més d'aquesta platja, la ciutat disposa de dues més: Ondarreta i la Zurriola. Al costat d'Ondarreta, i seguint fins al final el passeig que voreja la badia, s'arriba a la Pinta del Vent, un conjunt escultòric elaborat per Eduardo Chillida i convertit en un altre dels símbols de la ciutat. El singular Palau Municipal de Miramar, construït en estil anglès per la Casa Reial espanyola al començament del segle xx i venut a l'Ajuntament als anys setanta, ofereix unes espectaculars vistes a la Badia, igual que el Parc d'Atraccions del Mont Igeldo, petit parc d'atraccions de principis del segle xx des del qual s'obtenen unes vistes esplèndides de la badia, que tanca per l'oest aquest turó.
Els passejos pel centre de la ciutat, l'Àrea Romàntica al costat del riu Urumea, els carrers principals de la qual estan totalment peatonalizats, són un altre dels punts forts de l'oferta turística de la ciutat. Són remarcables els edificis de la Diputació Foral de Guipúscoa (inspirat en l'edifici de l'Òpera de París), la catedral del Bon Pastor i els edificis de Correus i Centre Cultural Koldo Mitxelena, situats a la mateixa plaça, l'Ajuntament, el Museu de Sant Telmo, l'església de Santa María i la parròquia de San Vicente a la Part Vella, el Teatre Victoria i l'Hotel María Cristina, l'Estació del Nord i les viles d'estil purament francès situades a la vora del riu.

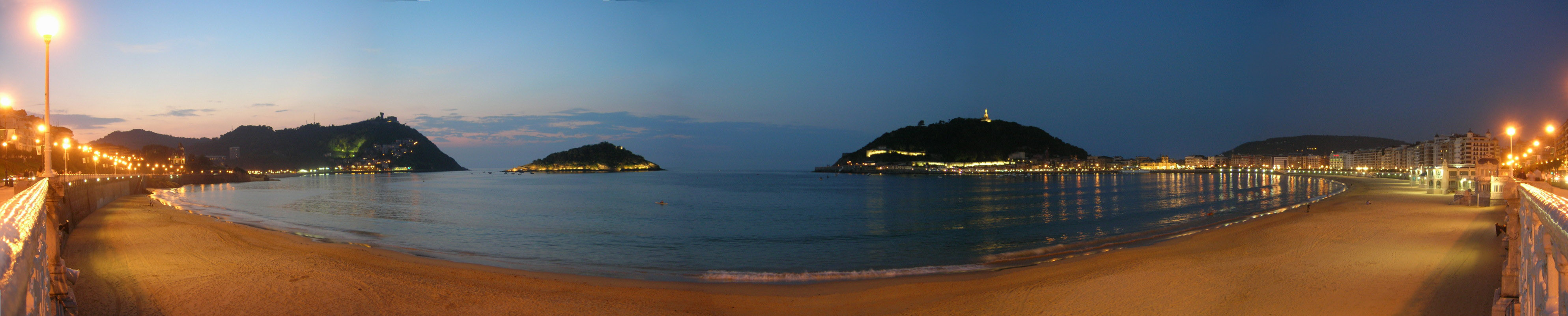
Panoràmica de la platja de la Concha

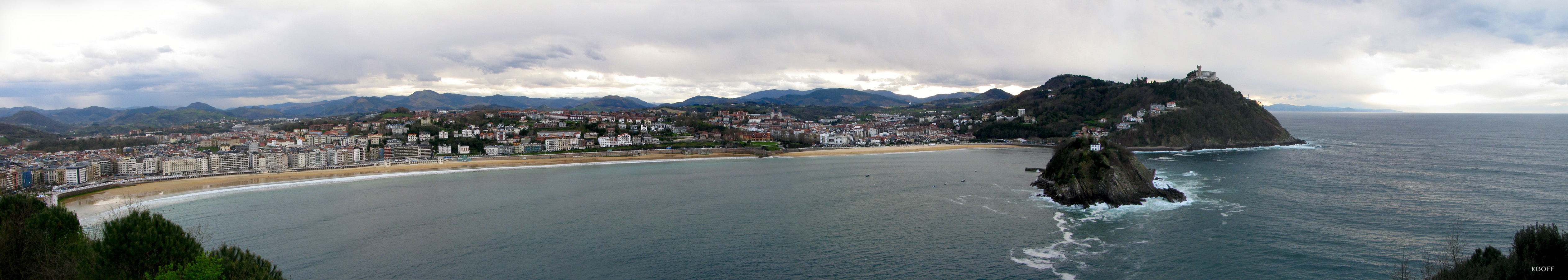
Badia de la Concha

## Persones il·lustres
Categoria principal: donostiarres
| - Esportistes - Luis Arconada - Iván Campo - José Luis Galilea - Emilio Carlos Guruceta - Pello Ruiz Cabestany - Urruti - Naroa Aguirre - Julio Villar Gurruchaga - Escriptors - Miguel Artola Gallego - Bilintx - Pío Baroja - Yon Etxaide Itharte - Txillardegi - Pintors - Rafael Ruiz Balerdi - Escultors - Eduardo Chillida - Periodistes - Chumy Chúmez - Iñaki Gabilondo - Javier Pradera |  | - Cineastes - Julio Médem - Elías Querejeta - Filòsofs - Fernando Savater - Xavier Zubiri - Ángel Gabilondo - Polítics - Fernando Sasiaín Brau - Juan Karlos Izagirre - Odón Elorza - Patxi Iturrioz - Jesús María de Leizaola - Jaime Mayor Oreja - Enrique Múgica - María San Gil - Ramón Jáuregui - Leire Pajín - Jesús María Alkain Martikorena - Cuiners - Juan María Arzak - Martín Berasategi - Pedro Subijana - José Juan Castillo |  | - Músics - René-Louis Lafforgue Cantautor, actor de teatre de cinema i de televisió, nacionalitzat francès. - Raimundo Sarriegui Echeverria - Beltrán Pagola - Pablo Sorozábal - José María Usandizaga - Mikel Erentxun i Diego Vasallo (Duncan Dhu) - La major part dels integrants de La Oreja de Van Gogh - Juan Aguirre - Alberto Iglesias - Iñaki Salvador - Imanol Larzabal - Irantzu Valencia, Mikel Aguirre, Javier Sánchez, Raúl Sebastián, Pedro San Martín i José Luis Lanzagorta (La Buena Vida) - Javier Aramburu i Iñaki Gametxogoikoetxea - Ibon Errazkin i Teresa Iturrioz (Aventuras de Kirlian i Le Mans). - José Antonio de Donostia i caputxí - Pedro Sanjuán (1887-1976) director d'orquestra i compositor - Historiadors - Juan Pablo Fusi - José Luis Munoa - Altres - Katalina Erauso, La Monja Alférez - Miguel de Oquendo - Antonio de Oquendo - Mercedes Quesada, mare del president mexicà Vicente Fox. |

-